# 妖怪手錶角色列表
妖怪手錶角色列表是介紹《妖怪手錶系列》(妖怪ウォッチ)的登場人物。

## 主要角色

### 主要人類角色
天野景太
配音員：（日）戶松遙 /（中国大陆）腰果公主／（港）詹健兒、簡森、楊婉潼／（台）林沛笭、楊凱凱(Animax)
遊戲中是第一代、第二代、第三代USA篇的主角，動畫版全系列的主角。
11歲，就讀日本櫻花新城櫻花第一小學五年二班。
留著微澎的髮型、往上翹起了三根頭髮，極爲普通的頭型。
動畫中他與文花、干治、阿熊去捕蟲時，突然看見一隻發光的蟲子，捕捉時追到寫著「請勿進入」的禁區，發現了一臺破舊的扭蛋機，聽到奇怪的聲音對他喊著「投下去，投下去，投下去，投下去，投下去你就知道了」所以才不甘願地掏出身上唯一的100日圓擰出扭蛋之後，打開了不可思議的扭蛋。
扭蛋中飛出了個妖怪，自稱為「妖怪管家」的威斯帕。威斯帕感謝他解開封印，於是給予他一支妖怪手錶，讓他看得見身邊不可思議的妖怪，遇到困難則可用徽章召喚祂們。
性格樂觀開朗，普通和善良。本身並無任何優點，也沒有什麼特別的。
經常被人說普通，令他深受打擊。尤其是被文花吐槽時，打擊會更大。不管是功課還是跑步速度都不上不下，就連棒球、足球，玩遊戲還是課業成績都非常的普通。
暗戀木靈文花，但是不敢告白。只要是文花覺得好的事，他都覺得好。
喜歡的食物是咖哩、漢堡排和炸雞塊。
口頭禪是「這一定是妖怪做的好事」。
目前擁有五只妖怪手錶，分別是妖怪手錶原版、妖怪手錶零式、妖怪手錶試作U型（後更新為U1的白色手錶）、妖怪手錶Dream、妖怪手錶艾爾達ver.K。
喜歡的電影是太空大戰，最喜歡的角色是傳奇大師。
在「妖怪手錶 閻魔大王與五個故事喵」中因爲遭逢意外而變成了妖怪「普普通通」。
在『電影版妖怪手錶：光影之卷 鬼王的復活』中，景太與文花結婚，並育有一子一女（天野景助、天野夏芽）。隨著景太長大，他失去看見妖怪的能力，妖怪手錶被埋沒在時空之外。
有一個爺爺叫做天野景藏，是最早發明妖怪手錶的人。
代表色為天藍色，代表形狀為五角星。
身高約140厘米-145厘米。
木靈文花
配音員：（日）遠藤綾／（港）羅孔柔、鄭佩嘉、黎皓宜／台：錢欣、許淑嬪(Animax)
遊戲中第一、二代作為景太外玩家可選擇的另一位主角，使用白色懷錶形的妖怪手錶。在動畫故事中為配角，Ciao漫畫版的主角。
11歲，就讀櫻花第一小學五年二班，天野景太的同班同學。
留著長頭髮並紮成一束馬尾，頭戴粉紅蝴蝶結。
與景太同住在櫻花新城地區的少女，成績優秀，待人隨和，經常被人稱讚可愛。是家中的獨生女。
生日為2月3日，喜歡的食物是奶油燉菜、玉米濃湯、黃瓜。是個追星族。
在『電影版妖怪手錶：光影之卷 鬼王的復活』中，景太與文花結婚，並育有一子一女。
具有一定靈感，可以感覺出妖怪存在。
有一個爺爺叫做木靈文明，是最早發明妖怪手錶的人。（2代為主角的場合）
身高約135厘米-140厘米
今田干治
配音員：（日）佐藤智惠／（港）劉惠雲、賴芸芬、黃鳳兒、鄧潔麗／台：錢欣
11歲，就讀櫻花第一小學五年二班。
身形瘦小。天野景太的同班同學，非常喜歡電腦科技。
真人版由福田徠冴飾演。
身高約130厘米-135厘米。
熊島五郎太
配音員：（日）奈良徹／（港）巫哲棋、竺諺鴻／台：梁興昌
11歲，就讀櫻花第一小學五年二班。
暱稱「阿熊」，身形魁梧，最愛吃炸雞塊。天野景太的同班同學。
真人版由澤部佑飾演。
未空稻穗
配音員：（日）悠木碧 ／（港）葉曉欣、何凱怡／台：高雋雅、林美秀(Animax)
遊戲裏第三代日本篇的主角，動畫從第77集開始做為第二主角登場。11歲。就讀日本櫻花新城櫻花第一小學五年一班。
戴著眼鏡並留有一頭微捲短髮。平時最喜歡看ACG，尤其是宇宙美少女戰隊，和SF，宇宙，外星人。是一個典型的御宅族。
有天，她去買宇宙美少女的限量手辦，當排隊的隊伍到她的時候剛好賣完，正當她失落的想回去睡午覺時，聽到了一個叫做「宇宙手錶」的商品對其唱著：「買下去，買下去，快點買下去」便決定將它買下。隔天，她在學校用手錶看到一個黑影，以為那是外星人，卻不知道那其實是USA蹦。回家後，用妖怪手錶拚命地照，好不容易才發現USA蹦。USA蹦就對她介紹自己跟妖怪手錶U。
從此以後，稻穗就可以看到身邊出現的各種不可思議的妖怪，遇到困難的時候也可以用徽章召喚它們。
暱稱「小穗」。
最喜歡看動漫宇宙美少女，最喜歡的角色是有著粉紅頭髮的塞比拉亞絲。
性格活潑可愛，純真迷糊又相當善良。
在班上人緣普通，朋友也不算多。最好的朋友是青梅竹馬的石森勇香。
講話速度很快且瘋狂，也有點白目，也因此經常冒犯到USA蹦而被牠用雷射槍掃射。
最喜歡的食物是冰淇淋、格子鬆餅、漢堡、奶油泡芙。
口頭禪是「Chi Wa Chi」、「呀啊」。
和USA蹦一起成立妖怪偵探社，為該偵探社的老闆娘。不只接妖怪，也接人類的怪奇委託。
有一個5歲的弟弟未空陸，其年紀約是幼稚園大班，兩人常因一些小事而拌嘴。不過姊弟兩人的感情還是相當不錯。
目前擁有三只妖怪手錶。（妖怪手錶試作U型的U2的黃色手錶！）
在第166集的「稻穗的女子會」中，做了非常漂亮的打扮。
在電影版2中是她首次跟景太見面並認識，動畫版則是於第119集參加妖怪F1大賽首次和跟景太見面。
代表色為檸檬黃色，代表形狀為八分音符。
身高約140厘米-145厘米。

### 主要妖怪角色
威斯帕
配音員：（日）關智一 /（中国大陆）珍珠贸易／（港）黃啟昌、李家傑／台：郭霖、劉傑(Animax)
外型似幽靈的管家型妖怪，遊戲中是蛇形族，但動畫中未提及（有可能也屬於蛇形族）。原名「愛假仙」（シッタカブリ），自稱為「妖怪管家」。（曾經有一集被改名為（冷場之神！）。曾經附身在石田三成偉大軍師的身上，而且向他自稱自己是一位非常偉大的妖怪軍師。
事實上是害怕被抓包，所以才向石田三成表白自己的真實身份，並且和他成為了要好的好朋友。
雖然是「妖怪管家」，但一點都不清楚妖怪的事情。經常都要看「妖怪Pad」中的「妖怪維基百科」才清楚對方的資料。而在漫畫版之中反而還蠻清楚妖怪的資料！
很尊敬古典妖怪，稱他們為「前輩」，而且每次遇上古典妖怪都會去買麵包和果汁，則被說是跑腿小弟。
對景太隱瞞自己的妖怪能力（威斯帕的妖怪能力是會讓被附身的人胡說八道），因為他說他好不容易才遇到景太，不想要和他分開，所以用妖怪Pad隱藏自己的妖怪能力。
經常上妖ZON購物網站購買了一些健身器材，但因每次買完之後都半途而廢，都棄置在一旁不管，則被景太和吉胖喵嫌棄。
在「妖怪手錶動畫特別篇」和「妖怪手錶電影版」中會擔任旁白。
吉胖喵
配音員：（日）小櫻悅子 /（中国大陆）紫色花领／（港）魏惠娥、成樂怡、陳健豪、鄭家蕙／台：李涵菲、許淑嬪(Animax)
吉胖喵是隻貓型的地縛靈。原名「紅丸」，雄性紅貓，妖怪等級數：（D！）可愛族的妖怪，是景太的第一個妖怪夥伴。稱失去生前部份記憶，變成妖怪的原因是生前為了救主人惠美而被卡車撞死，結果惠美說「超遜」，使其誤會而變成地縛靈。變成妖怪後身上的輪胎印被肚兜覆蓋，是牠的特徵。
事實上惠美是因為吉胖喵拯救自己而失去性命，在極度傷心自責時才會說出「超遜」這種話。
祖先是武士喵，未來的樣子是機器喵，其代表了不詳事件：「突如其來的緊急煞車，但只是被附身的人會突然闖越馬路，車會在撞到人前急煞的古怪事件」。
因為進行阻止汽車的特訓所以練成必殺技「百烈肉球」，後來街上有太多地縛靈令吉胖喵失去容身之所，於是景太收留吉胖喵到自己家中的雜物櫃居住。吉胖喵非常喜歡吃巧克棒，喜歡的偶像團體是「喵KB48」。
其喵KB48粉絲會員號碼為00007，睡前都會吻喵KB48的海報，最喜歡的成員是富莎莎（フササ），吉胖喵是唯一有最多異色型態的妖怪。
零式有三種姿態：「紐耶／喵伊」（ニョエー）、「喵in／扭伊」（ニャイーン）、「V字喵吉」（コマニャチ）。
小石獅
配音員：（日）遠藤綾/（中国大陆）刘菁霞/（港）何璐怡、林元春 、梁倩蘅、郭俊廷、石梓晴／（台）林沛笭、林美秀(Animax)
小石獅的造型是以狛犬為原型的可愛族妖怪，獅子小石是他進化的樣子，小石次郎的雙胞胎哥哥，喜歡吃霜淇淋，頭上有兩個藍色火焰。
在妖怪手錶 影之章中提及其生前被神社中的狛犬壓死後變成妖怪。(不过，遊戲中說明了這個小石獅只是剛好同名，而非同一妖怪。)
他的口頭禪是「茲拉」（ズラ，靜岡方言的語尾助詞，等同於「~です」、「~でしょう」等等，發音和假髮（カツラ）接近）與「萌給」（もんげー，岡山方言的感嘆詞，非常厲害（ものすごい）的意思）。
個性非常坦率，天真浪漫且善良，非常會關心弟弟小石次郎還有媽媽，不太清楚都市的環境與都市人的生活，反而是弟弟小石次郎比他還清楚。
因為平常居住的神社被破壞，所以流浪來到大城市，但對環境很陌生。
而且也想再次吃到以前在神社居住時祭典上所賣的霜淇淋，故擅自把快餐店裡客人下單的霜淇淋吃掉，但被景太和威斯帕發現。
最後與景太道謝，感謝他帶他去觀光，並且給他妖怪徽章，和他當好朋友，後回鄉下。
變成人類的模樣是一個有著黑色微捲髮，外型看來十分清秀的帥哥。
雖然不懂的事情很多，但意外地對陶藝非常拿手。
小石次郎
配音員：（日）遠藤綾／/（中国大陆）焦坚那丁/（港）何璐怡、林元春、石梓晴／（台）錢欣郁、陳筱寧【ANIMAX】
小石次郎的造型是以狛犬為原型的可愛族妖怪，虎次郎是他進化的樣子，小石獅的雙胞胎弟弟，喜歡吃霜淇淋，頭上有兩個棕色火焰。
在妖怪手錶 影之章中以青蛙的姿態登場，並提到他的前世是青蛙，是小石獅前世的結拜兄弟，他們以前常常一起巡邏，一起被神社的神像壓死。(不過，遊戲中說明了這個小石次郎只是剛好同名，而非同一妖怪。)
他的口頭禪與哥哥一樣，是「茲拉」與「萌給」。
個性非常坦勇敢，單純乖巧且和善，很喜歡，也非常崇拜自己的哥哥，不太清楚都市的環境與都市人的生活，但是比哥哥更清楚。
為了追隨哥哥而來櫻花新城，而且居然說他覺得自己不適合鄉下生活。
比起哥哥更快適應到都市的生活，也有很多都市的基本知識和事物，熟悉到完全變了個人，後因哥哥的勸說才恢復原來的個性。
最後決定放棄都市的生活，丟掉智慧型手機，後和哥哥一起回到鄉下老家一起居住著。
變成人類的模樣是一個有著褐色中長直髮跟健康陽光肌膚的酷哥。
性格上比哥哥小石獅冷靜許多，時常能提早察覺事情的異狀。
USA蹦
配音員：（日）重本小鳥／（港）陳琴雲、黎皓宜／台：穆宣名、陶敏嫻(Animax)
USA蹦的造型是以雄性水獺或雪貂為原型的薄影族美利堅妖怪，戴著美利堅國旗披風，夢想是成為兔子，生前博士稱牠「小不點」妖怪等級數：（B！）。是稻穗的第一個妖怪夥伴，擁有一把雷射槍和「妖怪Pad」，外表看似為太空人，其身上的太空裝為特徵。生前被關在兔子籠中，在被關之前的生世都還是個謎。(因為是（美利堅妖怪！）眼睛為（藍色！））。非常喜歡吃甜甜圈，漢堡，布丁，喜歡泡茶、咖啡和麥茶。很愛乾淨，常幫忙稻穗打掃房間。平常睡覺的地方是在稻穗房間內的櫃子裡面。口頭禪為「達尼！」。
變做妖怪是因為生前USA蹦被福瑞博士撿回去，福瑞博士想讓牠上宇宙，讓小不點搭上火箭時，因為小不點誤觸按鈕，產生大爆炸而變成妖怪。
福瑞博士因此失望又自責的離開美國，後來USA蹦決定找出福瑞博士，而來到了櫻花新城找他。
他會發出強大的威嚇聲，但其實他很怕寂寞，還很膽小，還很愛逞強，很傲嬌，手持的雷射槍可發射出非常強烈的雷射光，與威斯帕一樣不清楚妖怪的事情，經常都要看「妖怪Pad」中的「妖怪維基百科」才清楚對方的資料。
只要每次生氣的時候（其原因大部分都是稻穗做出冒犯他的舉動）就會按下頭盔在下巴兩邊的按鈕，太空盔內部會變黑，並且變成第二種模式，叫做「侵略者模式／インベイダーモード／Invader Mode」，這種模式會讓USA蹦變成恐怖的破壞者並拔出雷射槍掃射對方，不過受害者還是經常以言行、舉止冒犯到他的稻穗。另外在電影版中有第三個進化形態「帝王模式／エンペラーモード／Emperor Mode」。

## 學校師生

### 五年一班
日影真生
瀏海很長覆蓋右眼，戴著眼鏡，外型斯文的男孩子。能夠看得見妖怪，因為天野等人的關係牽涉攸關妖怪的事。
遊戲中的角色設定為閻魔大王的兒子，父親過身後，實權落入イカカモネ議長手裡，從屬支持大王派系的真生則在逃離遭受議長派系迫害的過程喪失記憶，遂以失憶狀態抵達人間。
加藤孝一
配音員：（日）不明／（港）黃淑芬（無綫）
留著瀏海向上揚起的短髮，鼻部貼著OK繃的男孩。和景太與文花為組成『少年探偵団』的創始人，時常對兩者提出具暗號性質的謎題。
丹尼爾·安達森
『少年探偵団』成員，父親是外籍人士，母親則是外籍生的男孩。
個性友善，但是其母親生氣時的發言令人避退三分。
木村守
『少年探偵団』成員，是個瀏海覆蓋右眼，經常流露著抑鬱的神情，深色肌膚的男孩。
橋本 鉄平
浅野晴彦
配音員：（日）永田亮子／（港）李安邦（無綫）
留著類似西瓜皮般的短髮，配戴眼鏡的男孩，表面上是個很認真且成績經常名列班上首位的優等生。但在遊戲版裡則流露其內心對於做壞事有著憧憬的一面。
動畫中曾被混混妖附身的今田塗黑眼鏡。
伊藤 拓海
留著向右飄揚短捲髮，雙眼呈現瞇線狀的男孩。擅長打棒球，喜歡西洋音樂。和山田健二為好友關係。
山田健二
留著光頭的男孩。喜歡爬蟲類和昆蟲，興趣是捕捉昆蟲。
吉田秀夫
留著爆炸頭，嘴裡有缺牙，經常面帶笑容的男孩。
前田里奈
留著覆蓋雙眼的深藍色長瀏海，給人神秘感的印象，說話習慣加上「あらヤダ」語助詞的女孩。
興趣是研究神祕學和未知事物，遊戲版裡為此在學校成立「心靈研究社」，為主角群調查都市怪談真相提供不少幫助。
和酒井靜香是趣味相投的好友。
酒井静香
里奈的好友，是個配戴眼鏡但散發著詭異氣息的短髮女孩，和主角群及里奈共同調查都市怪談真相。
鈴木千代
配音員：（日）安野希世乃／（港）張頌欣（無綫）
留著齊瀏海短髮的女孩，精神思維較同年齡孩童成熟，喜歡參觀博物館。動畫第二季將成為主要角色。
林智子
配音員：（日）相川奈都姬／（港）何寶珊（無綫）
木靈的好友，是頭上戴著花型髮夾，留著翹短髮的女孩子，愛讀時尚雜誌。動畫第二季將成為主要角色。
中村詩織
配音員- 小堀友里絵／（港）廖杏茵（無綫）
戴著眼鏡，留著齊瀏海，習慣將長髮綁成兩束辮子的樸素女孩。卸掉眼鏡並改變造型後的樣貌意外地可愛。
動畫第五集，今田中了幻覺老師的幻覺，以為她送干治巧克力。
小林愛
配音員：（日）稻川英里／（港）陳皓宜（無綫）
留著及肩髮，喜歡可愛物品的女孩，班上的人都通稱「愛親」。
山口美佳
配音員：（日）阿井莉沙／（港）何晶晶、廖杏茵（代配）（無綫）
木靈的好友。是個經常配戴有著「M」記號的帽子，有著小麥膚色的可愛的女孩。
個性活潑，但不擅異不瞭解攸關戀愛的問題。
中島紀香
配音員：（日）相川奈都姬／（港）黃淑芬（無綫）
跟山口很要好的女孩，身型肥胖，很喜歡吃東西。
藤本舞
留著綁成馬尾的亞麻色長髮的女孩。喜歡有豹紋的事物。
佐佐木惠
千駄谷劍
配音員：（日）／（港）林芷筠（無綫）
被大哥鬼附身的轉校生，在轉校成為景太的同班同學後不久再次轉校。
動畫第六十四集登場。
班主任
配音員：（日）布施川一寛／（港）陳耀楠（無綫）
二班的班導。

### 五年二班
石森勇香（いしのもり ユウカ／Alice Temple）
配音員：（日）戶松遙／（港）成瑤孆（無綫）
11歲，就讀五年一班。
稻穗的同學兼青梅竹馬。雖然常跟稻穗聊天但本身其實對SF沒興趣。
乍看之下平凡，但卻擁有特殊體質。
身高約140公分-145公分。
星風綺羅羅
班上的富裕家庭千金。名字也譯作「琪拉拉」，發音同日語的「閃亮亮(Kirara)」。看似瞧不起稻穗，但是只要遇到問題還是會私下請她幫忙。
羽沢順子
百舌昌子
兩人皆為星風的姊妹淘，總是對她百般諂媚。看不起稻穗，覺得她的性格很奇怪，又常對她加以嘲弄，但其實兩人的本性都不壞。
高橋良太
藤原龍之介
森野葉子
太田健太郎
小田切大
大山可南子
山崎敦
今井拓海
占部こよみ
渋谷杏奈
堀田千奈美
浅谷心
桐谷南
ラージ・マハージャ
石之森優香
衛門和夫
配音員：（日）佐藤健輔／（港）鄧志堅（無綫）
一班的班導。

## 妖怪

### 英勇族
英勇族（イサマシ族）出場台詞為：「イサマシ！メザマシ！ラッシャイマシー！」。（勇猛神氣，非常神奇，放馬過來也可以）
熱血獅
配音員：（日）笹本優子／（港）鄭麗麗（無綫）、潘昀雋（妖怪手錶3: 飛天巨鯨與兩個世界的大冒險喵！）
個性非常熱血，能夠激勵周遭的人。
初登場於動畫第6集。
岩漿獅
熱血獅的深色版。
轟獅子
熱血獅的銀色版。
獅子丸
配音員：（日）安野希世乃／（港）
是隻可愛、溫和的幼獅，目標是成為武士。
萬尾獅子
配音員：（日）佐藤健輔／（港）關令翹→麥皓豐（無綫）
是獅子丸的進化。被附身的人會變得謹慎小心，寧願等到準備萬全再行動。雖然行事穩重而成熟，但有時來不及行動，緩不濟急。登場於第32集、37集。
少根筋小鬼
配音員：（日）笹本優子／（港）何寶珊（無綫）
總是穿著丁字褲、頭戴上鍋，拿著牙籤上陣作戰的個性怠慢的妖怪，被附身的人類會變得粗心。
初登場於動畫第30集，為了與天野成為朋友而沒察覺到自己製造了不少麻煩。
特攻膽小鬼
少根筋小鬼的進化型。
特攻魁之助
少根筋小鬼、特攻膽小鬼的進化型。
大懶刀
配音員：（日）坂東尚樹／（港）周倚天（無綫）
會奪取被附身的對象的幹勁的刀型妖怪。
初登場於動畫51集。
散髮亂刀
大懶刀的進化型，但尾巴比大懶刀多。
拖拉拉大彎刀
ザンバラ刀的異色版。
清潔魔將
配音員：（日）佐藤健輔／（港）招世亮（無綫）
是一個將軍，整理家臣是他的小卒。
整理家臣
配音員：（日）安野希世乃／（港）
比起戰鬥更熱愛於打掃的妖怪，搗亂僕人是他們的敵人。
犬麻呂（Duke Doggy）
跟貓喜代出現在閻王大廳裡。
配音員：（日）博多大吉
鍬形蟲武士
配音員：（日）佐藤健輔／（港）林筠翔（無綫）
鍬形蟲大將
是鍬形蟲武士的進化型。
大鍬形蟲神
是鍬形蟲大將的進化型。
大和
歌舞伎猴子
是大和的進化
火大武者
配音員：（日）佐藤智惠／（港）
生剝鬼
配音員：（日）／（港）陳廷軒、陳欣（代配）（無綫）
是火大武者的進化
狂鬼武者
生剝鬼的異色版。
頭盔桑
幻魔將軍
頭盔桑和鎧甲桑的合體，在電影版妖怪手錶誕生的秘密喵中登場，曾受到天野景藏的幫忙。
黄泉元帥
是幻魔將軍的進化。
勝負士
喜歡與別人決一勝負的妖怪，由於實力和運氣也非常差勁所以總是落敗收場。
正宗
勝負士的進化版。
村正
勝負士的進化、正宗的邪惡版。
草薙
勝負士的進化、正宗的異色版。
睡豬豬
是北海道妖怪。
爆睡豬
配音員：（日）佐藤健輔／（港）蘇強文（無綫）
是睡豬豬的進化，也是北海道妖怪。
光大蛇
消閒武士
是名古屋妖怪。
日松武士
是消閒武士的進化。
也是名古屋妖怪。其名稱與名古屋偶像團體虎魚組的第一張專輯「ひまつぶし」相同。
鬼蜘蛛
狂暴生剝鬼
阿查尔
男孩一会儿
獎嘗
賣力小僧
天下無僧
賣力小僧的進化型。
切麻雀
喵騎士
山茶花公主
吹雪姬與百鬼姬的異色版。
浮游喵
配音員：（日）梶裕貴／（港）蘇裕邦（妖怪手錶3: 飛天巨鯨與兩個世界的大冒險喵！）／（台）許傑輝(誕生的秘密喵！)→謝一帆(閻魔大王與五個故事喵！)
在電影版妖怪手錶誕生的秘密喵中登場，是天野景藏最好的妖怪朋友。
其必殺技是「超毅力直線肉球」。
巨大喵
配音員：（日）梶裕貴
是浮游喵以妖力製造出來的分身形態。
虎面喵
桃太郎喵
食鬼妖
奪命妖
食鬼妖的異色版。
蛇王軍食鬼妖
有拿茅，身穿白袍的食鬼妖。
妖怪鬥魂Ｋ
妖怪鬥魂F
妖怪鬥魂Ｋ的異色版。
力量麻吉
配音員：（日）宮澤正／（港）
外型為年糕，平時總是一副毫無幹勁的樣子，但生氣起來臉部就會發脹。
妒忌年糕
力量麻吉的進化型。
斬鬼飯糰
配音員：（日）淺利潦太／（港）李凱傑（無綫）、郭俊廷（ViuTV）
能與鬼戰鬥的飯糰妖怪。
動畫是為了打倒大汗鬼而出現，之後與流汗鬼成了朋友。
烤飯糰劍客
是斬鬼飯糰的進化。
弁慶
配音員：（日）矢部雅史／港
機械弁慶
配音員：（日）矢部雅史／（港）潘文柏（無綫）
跟弁慶不同顏色，會取掉電子產品的螺絲，令那件產品沒法使用。
動畫版則是為了取得最強的薙刀而集齊千粒支撐電子產品中樞的「勇者螺絲」，最終從機器喵身上取得最後一枚勇者螺絲而完成薙刀，心滿意足後與天野成為朋友。
布利隊長
配音員：（日）motsu／（港）鄧志堅（無綫）
憑著健身操風麾妖怪界的布利隊長來臨，威斯帕在他帶領下練成一身肌肉，最後連景太與吉胖喵也無法倖免。
布利元帥
國防軍布利隊長
哎呀射手
武士喵C

### 不可思議族
不思議族（フシギ族）出場台詞為：「フシギ！フシギ！フギフギ！オレたちや、オオハツヤギー！」（不思議！不思議！BOOGIE WOOGIE！我們大家、都有夠神氣！）
八卦婆
配音員：（日）佐藤智惠／（港）林丹鳳（無綫）、黃鳳兒（妖怪手錶3: 飛天巨鯨與兩個世界的大冒險喵！）
初登場於動畫第2集。附身在木靈身上，將天野去廁所的事告諸班上全部人。最終敵不過沒秘密的野河童而承諾不再幹壞事，並與天野成為朋友。
未變成妖怪前曾經是一名特務，但因臨終前聽不到男孫IQ題的答案，帶著遺憾過身，而變成令其他人說出真話的妖怪。
擴音婆
八卦婆的異色版。
骷髏婆
八卦婆、擴音婆的異色版。
不笑姐姐
青唇姊
不笑姐姐的異色版。
美利堅鵜鶘
對不起怪
配音員：（日）奈良徹／（港）陳成港（無綫）
被附身的人如果做錯事，會很沒誠意的道歉。
拚命道歉妖
是對不起怪的進化。
黑輪神
配音員：（日）奈良徹／（港）朱子聰（無綫）
喜歡附身在煮關東煮的人身上，然後說很多感人故事拖延時間，目的是為了將關東煮煮得更入味。
摳鼻怪人
配音員：（日）奈良徹／（港）巫哲棋（無綫）
Mr.Movie
配音員：（日）宮澤正／（港）李致林（無綫）
妖怪導演，每次執導的電影都會獲獎無數，事實是一隻擅自走進別人的夢境中強迫受害者拍電影的妖怪，一旦拍不出令其滿意的電影受害人會永遠無法回到現實。
放棄僧
配音員：（日）矢部雅史／（港）朱子聰（無綫）
被俯身的人做事會很容易放棄。 曾俯身到小文、光仔和小熊身上。
絕不和尚
放棄僧的進化。
想辞职师傅
绝不和尚的異色版。
人氣妖男
當紅妖男
人氣妖男的進化。
過氣妖男
當紅妖男的進化。
Fu
普普童童
配音員：（日）戶松遙／（港）詹健兒（無綫）／（台）林沛苓
在妖怪手錶電影版2:閻魔大王與五個故事喵中登場，是天野景太死後的妖怪形態。
註:日文⌈フウ2⌋音與日文普通(フツ)很像。
鬼蟾蜍
藏紙大士
會讓廁所紙不見。
失言怪
靜電鬼
難題男
會讓附身的人不停問為什麼。
超難題男
難題男的進化型。
耳聾貓頭鷹
地狱貓頭鷹
耳聾貓頭鷹的進化型。
緊急出口
萨顿爵士
谜之时
獨善其身妖
喵魔女
配音員：（日）小櫻悅子／（台）李涵菲
忘記帽
配音員：（日）坂東尚樹／（港）馮錦堂（無綫）
初登場於動畫第4集，會使附身的人忘掉一些事。動畫版曾附身上學校的學生們，也吃過人面犬的記憶並評為超難吃。最後與天野成為朋友。
傻瓜頭巾
忘記帽的異色版。
忘記別墅
忘記帽的進化
幻覺老師
配音員：（日）奈良徹／（港）黃子敬（無綫）
初登場於動畫第5集。雖然是一隻會讓人看見幻覺的老人妖怪，但實際上十分溫柔。
暗影老師
幻覺老師的異色版。
流浪老師
幻覺老師、暗影老師的異色版。
電波小鬼
配音員：（日）佐藤智惠／（港）蔡惠萍（無綫）
初登場於動畫第6集。
電波神
電波小鬼的進化型。
發電神
配音員：（日）（港）關令翹（無綫）
電波神的異色版。
讀心狗狗
配音員：（日）小櫻悅子／（港）陸惠玲（無綫）
是能夠明白人心中想法的妖怪。
四眼狗
配音員：（日）小櫻悅子／（港）梁少霞（無綫）
讀心狗狗的進化型。
賽巴斯欽
配音員：（日）佐藤健輔／（港）李錦綸（無綫）／（台）符爽
妖怪執事協會派來的真正妖怪執事。因為威斯帕患上感冒所以曾經暫代成為景太的新管家，但因為吉胖喵的行為太難纏而不幹了。
是完美管家，口頭禪是「等等等等等等一下」。
天狗
配音員：（日）日野未步／（港）伍秀霞（無綫）
小焰天狗
天狗的異色版。
九尾
配音員：（日）永田亮子／（港）黃麗芳（無綫）／（台）梁興昌
會將女孩子的「揪心」的感覺轉化為「揪玉」加以收集，第一百個「揪玉」的目標人物正是文花，但任憑九尾釋出多少甜言蜜語，文花仍然不受誘惑，反而是自己不小心喜歡上文花，但九尾永不言敗，誓將文花的「揪玉」弄到手。
犬神
九尾的進化型。
雲外鏡
配音員：（日）宮澤正／（港）
暗黑鏡
雲外鏡的異色版。
雲外三面鏡
雲外鏡的進化型。
曾在電影版妖怪手錶：誕生的秘密喵中協助天野由過去回到現代。
U.S.O.
配音員：（日）佐藤智惠／（港）
四處令人散布謠言，更有變本加厲之勢，阻止他的唯一方法是把他騙倒。
感冒鴨
配音員：（日）坂東尚樹／（港）劉昭文（無綫）
動畫中與吉胖喵在妖怪聯誼會上認識，並表明有想染上感冒的強大意念的人便會馬上現身，曾協助讓天野染上感冒。
鼻涕鴨
感冒鴨的異色版。
開花傘
配音員：（日）淺利遼太／（港）鄧志堅（無綫）
下雨時把雨傘弄反的妖怪，最後跟紙傘怪完成雨傘界自古相傳的特訓。

### 豪傑族
−	
豪傑族（ゴーケツ族）出場台詞為：「ゴーケツ！ゴーケツ！カンゼンムケツのダイシュウケツ！！」（豪傑！豪傑！完美無缺的大集結！！）	
混混妖
配音員：（日）坂東尚樹／（港）周倚天（無綫）
初登場於動畫第3集，會讓被附身的人成為不良的妖怪。
動畫中曾附身於今田身上。性格粗暴，對誰都呼呼喝喝和以暴力對付。通過打架也會和對方萌生友情。吉胖喵亦曾被其附身變成流氓喵。
極道妖
混混妖的進化型，與老大妖差不多大。
老大妖
配音員：（日）／（港）潘文柏（無綫）
其豪氣的性格成為不少妖怪的崇拜對象，連景太也對其尊稱為「好兄弟」。發音與日語的「兄貴」相同。
噓噓象
配音員：（日）日野未步／（港）陸惠玲（無綫）
初登場於動畫第8集，能讓被潑上自己的尿意液的人想噓噓，原本讓學校的男學生們全都想上廁所，後來被遺忘帽吃掉了自己正在努力不尿的記憶，爽快的排出了所有的尿意液後將徽章交給了天野。
忍耐象
噓噓象的異色板。
忍耐長毛象
配音員：（日）奈良徹／（港）蕭徽勇（無綫）
噓噓象經過忍耐忍太郎的特訓進化而成的妖怪。
機器喵
配音員：（日）笹本優子、坂東尚樹／（港）蕭徽勇，謝潔貞(孩子聲)，魏惠娥(女聲)（無綫）
初登場於動畫第9集，是未來與科技結合的吉胖喵，擁有變形和火箭拳等多種能力，但缺點是充電時的耗電量十分的多，是景太最可靠的妖怪朋友之一，每次都很自豪地為景太解決任何問題。
機器喵F型
配音員：（日）坂東尚樹／（港）潘昀雋（妖怪手錶3: 飛天巨鯨與兩個世界的大冒險喵！）／（台）符爽
機器喵的異色板。
究極機器喵F型
是在第三部劇場版登場，機器喵F型的進化型。
黃金喵
配音員：（日）笹本優子／（港）謝潔貞（無綫）
是機器喵的進化型，在「我的主人是文花」的故事中首度登場。
狗狗喵
狗+貓的合體，是桃太郎喵的助手之一
不行牆
配音員：（日）奈良徹／（港）張錦江（無綫）
初登場於動畫第11集，是令被附身的人會說出「不行」拒絕他人的塗壁妖怪。擁有非常強烈能夠拒絕任何事的妖力。但只要將想說的事說出相反的說話就能封印其能力。
拒絕城
是不行牆的進化型。
白壁
長的像拒絕城。
空空怪
贝克顿
阿蘇山
東北當地妖怪。
阿蘇火山
あっそう山的進化,也是東北當地妖怪。
太大了法師
配音員：（日）奈良徹／（港）朱子聰（無綫）
被太大了法師附身的人會迷路。
海坊主
太大了法師的異色版。
被海坊主附身的人心胸會變得像大海一樣廣闊。
羨慕白飯
配音員：（日）／（港）凌晞（無綫）
會令被附身的人對其他人的食物非常羨慕，其弱點在碗上的白飯，由於羨慕飯只要說「白飯裝滿滿」便可以以驚人的速度再生白飯，於是景太召喚出肚餓爺爺，結果白飯的再生速度遠遠不及肚餓爺爺進食的速度而落敗，最後在碗底強行取得妖怪徽章。
高傲丼
讓人變得非常有自尊心的妖怪。
猫喜代（Aristokat）
跟犬麻呂出現在閻王大廳裡。
配音員：（日）博多華丸
武者獨角仙
配音員：（日）／（港）劉奕希（無綫）
獨角仙無双
武者獨角仙的進化。
大獨角仙神
獨角仙無双的異色版。
黑鐵河豚
刺蝟。
攔路河豚
像黑鐵河豚。
相撲烏咚
東北當地妖怪。
横綱烏冬
是相撲烏咚的進化，也是東北當地妖怪。
迷路車
脫線戰車
配音員：（港）張錦江（無綫）
束之高閣怪
大嘴公
金太郎喵
破舊骷髏頭
重生骷髏頭
破舊骷髏頭的進化型。
卡梅帕
是一個不成雙的拖鞋。
動畫中景太最後收留了卡梅美和卡梅太郎這對夫妻。
懶懶不倒翁
肌肉不倒翁
懶懶不倒翁的進化型。
猩猩不倒翁
肌肉不倒翁的異色版。
雷蔵
背後背著一只半透明綠色的包袱，進化 後用一條白色披肩取代之。
聚雷神
雷蔵的進化，平常習慣在手臂上披著一條柔軟的白色披肩。
鎧甲桑
模仿假人
配音員：（日）佐藤健輔／（港）周倚天（無綫）／（台）梁興昌
流汗鬼
配音員：（日）宮澤正／（港）
富士雪山
配音員：（日）／（港）
櫻島火山
富士雪山的異色版。
心驚土器
怒氣心驚土器
四個相似妖怪
白金閣
代表白金和無限。
金閣
代表金以及第一。
銀閣
代表銀與第二。
銅閣
代表銅還有第三。
蜈蚣男
在黑色妖怪手錶登場，是熊島五郎太變成的妖怪。

### 可愛族
可愛族（プリチー族）出場台詞為：「プリチー！オレッチ、トモタチ！ふくはウチー！！」（可愛吉！我們一吉！大家一吉！福氣也一吉！）
吉胖喵
配音員：（日）小櫻悅子／（港）魏惠娥（無綫）、成樂怡（妖怪手錶3: 飛天巨鯨與兩個世界的大冒險喵！）、陳健豪（電影版妖怪手錶：光影之卷鬼王的復活）、鄭家蕙（ViuTV）／台：李涵菲、許淑嬪(Animax)
詳見妖怪手錶角色列表#主要妖怪角色。
噗尼喵
吉胖喵的異色版。
玛莎拉喵
吉胖喵的異色版。
紅丸
吉胖喵生前的樣子。
壽司吉胖
斑紋喵
配音員：（日）小櫻悅子／關智一（港）魏惠娥／黃啟昌（無綫）／台：李涵菲／郭霖
在電影版跟動畫版，吉胖喵跟威斯帕合體的模樣。
流氓喵
配音員：（日）小櫻悅子／（港）魏惠娥（無綫）
吉胖喵被混混妖附身後的模樣。
長刺喵
配音員：（日）小櫻悅子／（港）魏惠娥（無綫）／台：李涵菲
地縛喵患上感冒後變成的形態。打個噴嚏，頭上的刺就會射出去！
貓又
在電影版妖怪手錶：永遠的朋友中登場。
暴牙妹
使然布丁
花文
卵の君
無尾熊喵
配音員：（日）潘惠美／（台）李涵菲
電影版妖怪手錶：飛天巨鯨與兩個世界的大冒險喵！妖怪主角之一。
野河童
配音員：（日）矢部雅史／（港）梁偉德（無綫）
幾乎没有秘密。
旅行河童
野河童的進化。
衝浪河童
野河童、旅行河童的異色版。
機器河童
小石獅
配音員：（日）遠藤綾／（港）何璐怡、林元春 （代配 第130-142集）（無綫）、梁倩蘅（妖怪手錶3: 飛天巨鯨與兩個世界的大冒險喵！）、郭俊廷（電影版妖怪手錶：光影之卷鬼王的復活）、石梓晴（ViuTV）／（台）林沛笭、林美秀(Animax)
詳見妖怪手錶角色列表#主要妖怪角色。
機器小石
吉胖石獅
是吉胖喵加小石獅的合體。
獅子小石
小石獅長大後的模樣，身形龐大。
小石次郎
配音員：（日）遠藤綾／（港）何璐怡、林元春（代配 第130-142集）（無綫）、石梓晴（ViuTV）／（台）錢欣郁
詳見妖怪手錶角色列表#主要妖怪角色。
KJ
小石次郎比小石獅早融入都市，當過DJ，因此得名。
虎次郎
小石次郎長大後的模樣。
小石獅老媽
噗尼小石
小石獅與小石次郎的異色版。
天婦羅小石獅
黑貘
配音員：（日）佐藤智惠／（港）袁淑珍（無綫）
會讓人或妖怪睡著，吃掉他們的夢的妖怪。
動畫曾使天野班上的全部人都睡著，吃掉他們的夢。最終看到武士喵要成為80頭身的夢而十分感動，並與天野成為朋友。
黑貘大神
外貌像黑貘。
白貘
黑貘的異色版。
稻蹦不思議偵探社員工，能把人類和妖怪的記憶投射出來。稻穗為其取了一個可愛的暱稱：「白白」。
蟬丸
配音員：（日）奈良徹／（港）劉昭文（無綫）
初登場於動畫第9集，會運用一種誰都未曾聽聞過的蟬流忍術的蟬妖怪。每年的夏天會醒來一周，但一周過後就會陷入沉睡！和吉胖喵一樣是喵KB48的粉絲。
影丸
蟬丸的異色版。
知了丸
蟬丸和隱丸的異色版。
冷冷加利（另外譯做怕冷狸、怕冷小狗）
配音員：（日）笹本優子／（港）陳皓宜（無綫）
加利王子（另外譯做雪狼王子）
冷冷加利的進化型。
炎狼王子
配音員：（日）／（港）林元春（無綫）
加利王子的異色版。
變臉怪
配音員：（日）安野希世乃／（港）沈小蘭（無綫）
大熊猫
是東北當地妖怪。
大江户忍者熊猫
是江戸っ子パンダ的進化，也是東北當地妖怪。
猴子喵
是猴子加貓的合體，桃太郎的手下之一。
Q太郎
配音員：（日）永田亮子／（港）
可以令附身對象變得無比可愛，無論做什麼壞事都不受責備，但對上人面犬也只有破功收場。
超級Q太
Q太郎的進化型。
壞Q太
超級Q太的異色版。
水手服喵
噴射喵
美腿
在電影版妖怪手錶誕生的秘密喵中登場。
Wonder喵
雪女
配音員：（日）遠藤綾／（港）
吹雪姬
配音員：（日）遠藤綾／（港）劉惠雲（無綫）／（台）錢欣郁
吹雪姫是可愛族的妖怪，雪女的進化型，是寒冷系妖怪當中最強的。擁有製造冰、雪、冷風、冷氣和冰凍，暴風雪的能力。
晚上時是雪女，早上就要戴上白銀髮髻，變成吹雪姫。
屬性與發熱系妖怪相反，以及她僅是站在那裡，她的周圍都會凍上，走過的地方都會下雪，情緒快樂或悲傷時會刮風。與炎狼王子的感情特別好（但是炎狼壬子卻不這麼認為，反而將她當成敵人看待）。
來到景太家時，就是為了想和發熱系的妖怪們參加發熱系妖怪的聚會，但是因為炎狼王子沒有通知她，因為她不是發熱系妖怪，不過她也想參加，所以創造了溫度系妖怪的聚會。
從雪女進化成吹雪姫之後，性格變得很自由自在。
可以戴上、取下髮髻選擇要進化還是變成進化前型。
在「三年Y班的喵八老師」中，飾演吹雪老師(吹雪老师)。
吹吹酱
吹雪姬戴眼鏡的樣子。
百鬼姫
配音員：（日）遠藤綾／（港）/(台)陶敏嫻(Animax)
吹雪姬的進化型。出生于地狱小国。从小受教育的黑暗巫术，堪称一流。 并且作为回报，他失去了大部分情绪。
喵達大師
在電影版60年前的櫻町登場，是最強妖怪，但因年老只有10秒戰鬥能力。
雨女
配音員：（日）小櫻悅子／（港）
外貌為一邊瀏海蓋住眼睛的黑長髮；頭上頂著缺角雨傘的女子！性格憂鬱，所到之處都會下起雨來！晴天男愛慕的對象。但對於晴天男猛烈的追求感到困擾而拒絕他。
爆速
配音員：（日）矢部雅史／（港）
昏眩小雞
是一隻小雞。
康丹
大字報子
是一個用筆記本遮住自己嘴巴的女孩子。
不合理的调情
金龜婿球球
是一個圓圓的小寶寶。
金毛兽
是一個包著頭巾的知本熊。
莫古利·尼恩
是一個有翅膀、頭上有圓球的貓咪。
白骨夫人
配音員：（日）日野未步／（港）朱妙蘭、曾秀清（代配）（無綫）
會使被附身的人穿上奇特而又超花俏服裝的裝扮妖怪。口頭禪是「華麗麗」。
白拋拋千金
白骨夫人的異色版。
骨感美人
白骨夫人、白拋拋千金的異色版。
毛蟲男
在黑色妖怪手錶登場，是天野景太變成的妖怪。
五芒星喵
鑽石喵
配音員：（日）坂東尚樹／（港）梁偉德（無綫）
代表「上」。
黃玉喵
代表「右上」。
紅寶喵
代表「右下」。
綠寶喵
代表「左下」。
藍寶喵
代表「左上」。
水果喵
哈蜜瓜喵
配音員：（日）淺利遼太／（港）
奇異果喵
配音員：（日）永田亮子／（港）巫哲棋（無綫）
葡萄喵
配音員：（日）遠藤綾／（港）林丹鳳（無綫）
西瓜喵
配音員：（日）佐藤健輔／（港）蘇強文（無綫）
哈密瓜喵
草莓喵
橘子喵
檸檬喵
蘋果喵

### 暖暖族
暖暖族（ポカポカ族）出場台詞為：「ポッカポッカ！ナンカヨウカ！いっちょやーるカー！」（Poka Poka！叫我幹嘛！大展身手嗎！）
偷吃鬼之助
配音員：（日）佐藤智恵／（港）黃昕瑜（無綫）
會讓人禁不住偷吃的妖怪。
羨慕四郎
配音員：（日）佐藤智恵／（港）陳皓宜（無綫）
偷吃鬼之助的異色版。
會讓被附身的人產生嫉妒的妖怪。動畫曾附身在天野身上，令景太擺出手指碰嘴唇後說出「好讓人羨慕」的情節，及後被召喚出來小石獅和緊隨其後的小石次郎不停稱讚，得悉出弱點是害怕被稱讚，對此感到害怕的它就把妖怪徽章交下，後慌忙逃去。
电信剃光
阎狼
三凯利
令人兴奋
竹筍妖怪，是當地妖怪。
时令美
與時令美一樣是竹筍妖怪，不過是女的，也是當地妖怪。
太鼓達人
小咚
為太鼓達人的主人翁。
浦島太郎喵
雉雞喵
雉雞加貓的合體，是桃太郎喵的手下。
舔傷菇
療傷護士
骰子眼入道
骰子眼大明神
是骰子眼入道的進化型。
絕世獨尊
雷老爸
絕世獨尊的異色版。
心奶奶
聖老媽
心奶奶的異色版。
窮孩子
樂天童
窮孩子的異色版，在電影版妖怪手錶誕生的秘密喵中登場，曾受到天野景藏的幫忙。
無錢超人
配音員：（日）遠藤綾／（港）張頌欣→袁淑珍（無綫）
窮孩子、樂天童的進化。
四處散播不幸與貧窮，但其力量被小土龍抵銷，最後更被同化。
空腹爺爺
配音員：（日）宮澤正／（港）盧國權（無綫）
被附身的人會變得肚餓的妖怪。
動畫版曾因等待其孫女而滯留在便利商店，讓木靈感到肚餓。最後遇見其孫女心感滿足，與天野成為朋友。
機器爺爺
白飯爺爺
空腹爺爺的異色版。
愛地球爺爺
與空腹爺爺一樣是爺爺層級的。
砂夫
配音員：（日）淺利遼太／（港）鄧港文（無綫）
被附身的人會變得坦率的妖怪。
動畫曾附身在干治身上，因了解其不能坦率的感情而主動尋求景太幫助。
大山砂夫
配音員：（日）淺利遼太／（港）馮錦堂（無綫）
砂夫的進化型。
絕好蝶
配音員：（日）奈良徹／（港）
會讓附身的人變得狀態超佳的妖怪，動畫曾附身在干治身上。
絕交蝶
配音員：（日）奈良徹／（港）
絕好蝶的異色版。
會讓附身的人與他人絕交的蝶妖怪。動畫曾附身在天野身上。
有夠興奮蝶
配音員：（日）奈良徹／（港）
會讓人興奮不已的妖怪。動畫於黃金周時附身在天野家的家人身上讓他們情緒高漲。
最高蝶
有夠興奮蝶的異色版。
晴天男
配音員：（日）佐藤健輔／（港）鄧港文（無綫）
外表為太陽形狀的臉；身穿白西裝的帥哥。生性開朗樂觀，所到之處都會一直是好天氣。愛慕著雨女，希望她能展露笑容而不斷地追求她，但因過於積極而導致對方反感！深受打擊時，臉上的角會掉落，力量也會減弱！
莫做
浴帽
浴室
浴帽的進化型。
昏頭轉向米
無法決定妖
是一個陀螺。
波智志
是一個乘著衝浪板的狗。
思考袋鼠
是一個袋鼠。
故事神
愛地球爺爺
高興哥
いたれりつくせり
是一個頭髮可以像手一樣做事的女子。
暖暖妖
配音員：（日）矢部雅史／（港）朱子聰（無綫）
會使周圍氣氛變得溫暖的妖怪。陰沉怪的丈夫。口頭蟬是：啵諾～。
挫折妖
豹纹
挫折妖的異色版。
聖誕老老師
配音員：（日）奈良徹／（港）盧國權（無綫）
福袋老爺爺
聖誕老老師的異色版。
海帶☆明星
海帶弟弟的異色版。
墨竹老师
妖怪舞者三人組(又稱為海洋三重奏)
昆布哥
配音員：（日）矢部雅史／（港）李安邦（無綫）
海帶弟弟
配音員：（日）矢部雅史／（港）胡家豪（無綫）
海藻妹
配音員：（日）永田亮子／（港）曾秀清（無綫）

### 薄影族
薄影族（ウスラカゲ族）出場台詞為：「ウースラカーゲ！おれたちのオーカーゲー！」(躲躲又藏藏，有我在準沒問題)
指路鬼
配音員：（日）佐藤智惠／（港）雷碧娜（無綫）
動畫版是吉胖喵在聯誼會上認識的，為了從大太法師那裏逃走，借助景太等人的力量。
偏心鬼
配音員：（日）佐藤智惠／（港）袁淑珍（無綫）
指路鬼的異色版。被附身的人會被周遭的人厚待而使人生厭。
動畫曾附身在班主任身上，讓景太和文花受厚待。及後被景太召喚的大哥鬼感化，改過自身。
坐肩小鬼
配音員：（日）永田亮子／（港）
坐肩大爺的弟子。於動畫與坐肩大爺一起登場。
坐肩大爺
配音員：（日）永田亮子／（港）蔡惠萍（無綫）
坐肩小鬼頭的進化。
會讓人肩膊騰痛的妖怪。
腰痛男子漢
腰酸背痛工頭的異色版。
熬夜妖
配音員：（日）日野未歩／（港）劉惠雲（無綫）
喜歡熬夜的妖怪。
夜未眠
熬夜君的進化。
悲觀蚊
配音員：（日）矢部雅史／（港）鍾見麟（無綫）
附身的人會變得意志消沉，想法消極。
動畫曾附身在牙醫身上，但被景太以熱血獅制服。
超悲觀蚊
悲觀蚊的進化型。
癢癢蚊
超悲觀蚊的進化型。
影忍
配音員：（日） 日野未歩／（港）梁偉德（無綫）
被附身的人會變得樸素，無存在感的妖怪。
動畫曾附身在吉胖喵身上，可是天野和威斯帕不以為意，及後為對付白骨夫人而在誤打誤撞的情況下將白骨夫人打敗，及後與白骨夫人一起成為天野的朋友。
隱無
配音員：（日） 日野未歩／
影忍的進化型。
皆無
配音員：（日） 日野未歩／
隱無的異色版。
疑心暗鬼
配音員：（日）坂東尚樹／（港）胡家豪（無綫）
被附身的人性格會變得多疑的藍色三眼妖怪。
註:他的眼睛前後都有，前面兩個，後面一個，而且前面兩個是上下各一個。
彆扭鬼
配音員：（日）坂東尚樹
疑心暗鬼的黃色版。
備註：「彆」在國語辭典上是拼ㄅㄧㄝˋ。
搞鬼
疑心暗鬼、彆扭鬼的紅色版。
恶魔阿魁
是一個拿著鐮刀的巫師。
懶惰松鼠
月之矢
莫可奈茄子
是一個難過的茄子。
打小報告魔
Goddatsu 爷爷
约多姆
曼玛米拉
草食男
肉食男
草食男的進化。
地中中
配音員：（日）安野希世乃／
是一隻倉鼠。
成吉思吉思可
配音員：（日）浅利遼太／
是一隻戴著烏紗帽的狗，是東北當地妖怪。
杉杉山
配音員：（日）奈良徹／
是成吉思吉思可的進化，也是東北當地妖怪。
闇九尾
是九尾的異色版。
搗亂僕人
自卑王
是討厭自己王國的國王。
怕怕惡魔
配音員：（日）日野未步／（港）李凱傑（無綫）
無畏惡魔
配音員：（日）日野未步／
怕怕惡魔的進化。
蛀牙伯爵
配音員：（日）日野未步／
無畏惡魔的異色版。
闇麻呂
配音員：（日）矢部雅史／
貪婪王
配音員：（日）矢部雅史／
暗麻呂的異色版。
被牠附身的人會極度的節儉(小氣)。個性也極度小氣！動畫版中當景太召喚亂買貝時，因為亂買貝說要請牠客，兩人因而成為朋友！
蠻橫夫人
配音員：（日）小桜エツコ／
宅宅蝙蝠
配音員：（日）永田亮子／（港）凌晞（無綫）
被附身的人會愛宅在家裏的蝙蝠妖怪。
動畫附身在吉胖喵身上，使其宅在景太房間，費一大勁才能把牠趕出房間外。及後表示因為現代社會沒法找到其容身之所才附身在吉胖喵身上。
經景太提議下，現於景太房間內的衣櫃居住，與吉胖喵成為室友，將自己的妖怪徽章當作房租交給景太。
其實在私底下為買賣投機者，進行許多股票與事業交易，並買下了許多公司，且擁有自己的企業「H·K」，目前為妖怪富豪排行榜第二。
宅宅蝙蝠的父母
住家蝙蝠
與宅宅蝙蝠一樣是蝙蝠妖怪。
借住蝙蝠
住家蝙蝠的進化型。
有借不還君
配音員：（日）淺利遼太／（港）梁偉德（無綫）
小偷怪
配音員：（日）浅利遼太／（港）黃積權（無綫）
有借不還的進化。
鄧唔徹
配音員：（日）安野希世乃／（港）鄭麗麗（無綫）
超等不及
等不及的進化。
推託仙人
配音員：（日）矢部雅史／（港）黃子敬（無綫）
遙控器不見妖
配音員：（日）宮澤正／（港）馮錦堂（無綫）
憂鬱天狗
配音員：（日）坂東尚樹／（港）李錦綸（無綫）
總是用書本遮住半邊臉的藍色天狗。性格極度的憂鬱，被牠扇子搧出來的風吹到就會變得極度憂鬱！想解除的方法是要設法讓憂鬱天狗露出笑容！口頭禪是「反~正~」
黃泉天狗
憂鬱天狗的紅色版。
吸血喵
配音員：（日）笹本優子／（港）黃玉娟（無綫）
魔力天馬
配音員：（日）佐藤智恵／（港）麥皓豐（無綫）
邪魔
魔力天馬的異色版。
蒼蠅男
在黑色妖怪手錶登場，是今田干治變成的妖怪。

### 噁心族
噁心族（ブキミー族）出場台詞為：
刺刺栗子
配音員：（日）矢部雅史／（港）
會讓人咳嗽的妖怪，只要觸碰他的剌就會咳嗽，但不是真的感冒。
汀灵大学
配音員：（日）矢部雅史／
刺刺栗子的異色版。
降雨怪
配音員：（日）笹本優子／（港）林元春（無綫）
出現會下雨的妖怪。動畫版曾於黃金週出現，及後被機器喵以機器飛拳擊退。
冰雹阿拉雷
配音員：（日）笹本優子／
降雨怪的白色版。
推
配音員：（日）宮澤正／
穿黃色袍子。
冷笑話達人
配音員：（日）宮澤正／
おしっしょう的進化型。
穿橙色袍子。
洩音怪
爆音怪
配音員：（日）日野未步／（港）黃淑芬→張頌欣（無綫）
洩音怪的進化。
冰
水滴狀的妖怪。
情緒是生氣。
吉梅林博
水滴狀的妖怪。
情緒是難過。
鼻血靈
こおりんぼう、じめりんぼう的紅色版，會令液體不停流下的妖怪，於是景太召喚出怕小狗將其凍結，其後認輸交出妖怪徽章。
沙丘入口
東北當地妖怪。
没有沙丘入口
與砂ン丘入道一樣是東北當地妖怪。
黑暗喵
配音員：（日）梶裕貴
在電影版妖怪手錶：誕生的秘密喵中登場，是浮游喵吸收了妖怪手錶零式能量進化而成的形態。
滑頭鬼
巨型圣诞老人
巨大的聖誕老人。
手
真井芦出
太鼓麻糬
磨磨麻糬
太鼓麻糬的進化型。
独自一人
是一個書生。
脾气腰巴
Koshi熊猫
掉毛怪
倒霉
四谷～
決定吧魔王
拖延症
类似大仓的
垃圾越野
呼拉木桶
搶奪鳥
配音員：（日）遠藤綾／（港）張裕東（無綫）
會將別人的東西搶走的妖怪。
動畫曾附身在熊島身上，又偷走吉胖喵的巧克棒、憂鬱天狗的書和衣服。更偷走混混妖的武器，不過兩人在大戰一番後成為好兄弟，並把妖怪徽章交給景太。
搶劫鳥
長相像搶奪鳥。
人面肚皮鳥
是搶奪鳥的進化，肚子上有人臉的花紋。凡是被牠附身的人，肚皮上會出現人臉圖案，然後不由自主地開始跳肚皮舞！
倒楣楣鳥
配音員：（日）遠藤綾／（港）林芷筠（無綫）
被附身時起初事情會進展順利，但最後總是發生不好運的事的妖怪。
動畫中向附身於天野身上感抱歉，及後曾一度遠離沒人的地方，但因愛上了一隻帥氣鴨而輾轉間回到城市裏。
經機器喵出手解決不如意事件後，非常感激天野，並與他成為朋友。
不剛好鳥
配音員：（日）遠藤綾／
與倒楣楣鳥一樣是長脖子，腹部有一個像魔鬼的圖案的鳥。
死神鳥
配音員：（日）遠藤綾／
與倒楣楣鳥、不剛好鳥一樣是長脖子，腹部有一個像魔鬼的圖案的鳥。
人面犬
配音員：（日）坂東尚樹／（港）招世亮（無綫）、竺諺鴻（妖怪手錶3: 飛天巨鯨與兩個世界的大冒險喵！）、李家傑（ViuTV）／台：符爽
動畫因為被公司裁員而自暴自棄，經一次意外化成人面犬。威斯帕形容因為他很厲害，因為普通人類都能看見他。
雖然看上去是人面犬，但大家總會當他是人類看待，動畫中有很多屬於他的單元故事，而且很多次都是為了把妹而幹出很多事端，但最終皆會被拘捕。
機器人面犬
配音員：（日）佐藤健輔／
雙頭犬
配音員：（日）坂東尚樹／
人面犬的進化型。
三途犬
配音員：（日）坂東尚樹／
雙頭犬的進化型。
陰沉怪
配音員：（日）永田亮子／（港）黃麗芳（無綫）
會使周邊環境變得陰沉的妖怪，暖暖妖的妻子。口頭禪是：啾哇~
綠色陰沉怪
大話惡女
配音員：（日）笹本優子／（港）曾佩儀（無綫）
口吻有如白領般的女妖怪。被其附身的人都會變得誇誇其談。
動畫曾附身在熊島、今田身上，但被天野召出熱血獅後改過自身。
挑剔女王
配音員：（日）笹本優子／（港）鄭麗麗（無綫）
大話惡女的白色版。
自誇爺爺
配音員：（日）佐藤健輔／（港）陳永信（無綫）
在頭顱背後黏了一把寫著「天晴」的扇子，被附身的人無論幹什麼都會說出「我最厲害」的老人妖怪。
動畫曾附身於天野的同學身上，使其自吹自擂。及後受不了古典妖怪三人組的自吹自擂。因為為人十分正直，不愛說謊話。
花子小姐
配音員：（日）永田亮子／（港）吳羨婷（無綫）
居住在學校裏面，最喜歡找人陪她玩，最喜歡在女廁出現。是個有小學生面容的妖怪。
動畫中在林智子說有關「廁所的花子」的傳聞的單元故事中首度登場。與天野認識之後，就經常躲在他班上的任何角落嚇學生們（儘管她並沒有惡意）。
習慣在做事時（例：幫對方打扮）佩戴一副桃紅色的眼鏡。
咒野花子
配音員：（日）永田亮子／
花子小姐的進化型，身穿水手制服，手中習慣捧著一本𥚃面寫著大大的「咒」字的小說。頭髮比進化之前更長、更捲，身高也接近一般人類的高中生。
皺巴巴婆婆
配音員：（日）佐藤智恵／（港）林丹鳳（無綫）
臉上充滿皺紋的老婆婆妖怪，因為痛恨年輕又漂亮的人類，故被附身的人會滿面皺紋的事件愈添增加。
動畫版的杖發射出的光線會使被照射的人變得滿面皺紋，只要那杖集齊能量就能變回年輕。
不老花魁
配音員：（日）永田亮子／（港）劉惠雲（無綫）
褶皺怪與生命のおしろい合體而變成的取回年輕妖怪。
動畫版得到花子的美容法協助，成功變回年輕樣貌心感滿足把徽章交給天野，但又因打噴嚏而恢復原狀。
藍頭髮。
不死身御前
配音員：（日）永田亮子／
不老花魁的進化型。
黑頭髮。
不眠
配音員：（日）遠藤綾／（港）梁少霞（無綫）、石梓晴（ViuTV）
使人失眠的單眼女妖怪。
動畫版曾以為自己戰勝了黑貘，但只是一場夢。
沉睡的灵魂
配音員：（日）遠藤綾／
不眠的異色版。
小屁孩
配音員：（日）日野未歩／（港）
有著一張形狀像屁股的臉蛋。凡是碰到牠嘴巴噴出的氣體就會不由自主地放臭屁！似乎沒有語言能力，只會發出「噗噗噗」的聲音。
放屁鬼神
配音員：（日）日野未歩／（港）何寶珊（無綫）
是小屁孩進化型，在「傳說中的牛奶抹布」的故事中首度登場。
否認男
配音員：（日）烏丸祐一（A）、佈施川一寛（B）、古島清孝（C）／（港）李凱傑（A）、鄧志堅（B）、曹啟謙（C）（無綫）
三人一組的兄弟妖怪。否認兄弟A和否認兄弟B口頭禪為「そーじゃないよ!（不是那樣喲!）」。但否認兄弟C的口頭禪卻是「鼻毛出てないよ（鼻毛才沒有跑出來呢）」
其中否認男A最後住進妖怪手錶內，所以妖怪手錶內，若召喚程序錯誤，會響起「不是那樣喲」的聲音就是這個由來。
武士帕
是武士喵加威斯帕的合體。

### 蛇形族
蛇形族（ニョロロン族）出場台詞為：

配音員：（日）佐藤健輔／（港）招世亮（無綫）
妖果公司CEO、自稱妖怪手錶的發明家。在《電影版妖怪手錶：誕生的秘密喵》中交代，妖怪手錶原本是由天野景太的爺爺天野景藏發明的，因為此事被揭發而辭任CEO。

配音員：（日）矢部雅史／（港）梁偉德（無綫）
史蒂夫賈伯鯊之後一任的妖果公司CEO。
玩完茶壺
是一個茶壺。
落枕蛙
是一隻青蛙。
回想鱉
回憶大神
威斯帕
詳見妖怪手錶角色列表#主要人物。
愛假仙
威斯帕以前的樣子。
卡拉米松
三角形，多觸手的妖怪。
雜亂辣妹
卡拉米松的進化。
討厭鱸魚
大象
討厭鱸魚的進化。
惱羞怒魚
火爆蜈蚣
被附身的人性格會變得火爆。
激怒龍
生氣蜈蚣的進化。
龍寶
機器龍寶
龍神
龍寶的進化。
青龍
龍神的進化。
優柔寡斷龍
自我龍
優柔寡斷龍的進化。
章魚燒小鬼
東北當地妖怪。
章魚燒鬼神
也是東北當地妖怪。
閒晃鯊魚
在電影版妖怪手錶誕生的秘密喵中登場。
初學者鯊魚
配音員：（日）／（港）鄧志堅（無綫）
與閒晃鯊魚一樣是鯊魚妖怪，被附身的人即使是高手也會被下降至初學者水平，可是對於平凡的景太卻毫無用處，於是認輸交出妖怪徽章。
剪剪蚱蜢
海洋
一箭达子
八达通
落枕蛙
配音員：（日）淺利遼太／（港）
小土龍
配音員：（日）笹本優子／（港）
熊貓小土龍
配音員：（日）笹本優子／（港）吳羨婷（無綫）
小土龍的異色版。在初登場時對於自己是小土龍還是熊貓感到非常迷惘，後來因為其可愛的外表，於是景太建議熊貓小土龍進軍演藝界而大受歡迎，在打開心結後將自己的妖怪徽章交給景太。
小福龍
小土龍、熊貓小土龍的異色版。
機器小土龍
小土龍、熊貓小土龍、小福龍的異色版。
小土龍星人
歡笑土壺
配音員：（日）宮澤正／（港）馮錦堂（無綫）
歌唱鰻魚
歡笑土壺的異色版。
大蛇土壺
歡笑土壺、歌唱鰻魚的異色版。
呆寶
配音員：（日）小櫻悅子／（港）曾秀清（發呆狀態）、李凱傑（憤怒狀態）（無綫）／（台）李涵菲（發呆狀態）、符爽（憤怒狀態）
一聽到「香腸」便會憤怒
泥泞
呆寶的進化型。
亂買貝
配音員：（日）奈良徹／（港）陳永信（無綫）
被附身的人會不由自主的亂花錢買東西。
動畫中附身在景太、阿熊跟干治身上，導致他們亂買東西花光錢而無法買漫畫月刊！但最後用贈送的抽獎券抽中想買的漫畫月刊！即使亂買也沒有白花錢，令牠深感佩服而和景太做朋友！
凱子貝殼
是亂買貝的異色版。
落落長鼻
配音員：（日）坂東尚樹／（港）陳成港（無綫）
長鼻芭娜娜
是落落長鼻的進化。
大蛇
配音員：（日）笹本優子／（港）陳琴雲（無綫）
在《妖怪手錶》中數一數二強的妖怪。在《妖怪手錶影之章》中透露自己喜歡動物，光之型態是原本大蛇帥氣版，影之型態是條蛇。
影大蛇
是大蛇的影子。
冰咒大蛇
SNA SNAKE
總是在鬧彆扭的妖怪，一旦被這傢伙附身，就會變成為了這一點小事而鬧彆扭，心胸狹窄的人類。
指揮蛇
配音員：（日）宮澤正／（港）
SNA SNAKE的異色版。對人何是都想插手指揮的長老級蛇的妖怪，只要他以附有軍扇的尾巴下命令，不知為何就無發叛逆他。
裁判百步蛇
是SNA SNAKE、掌大權蛇的異色版。一旦有戰鬥展開，就會不知道就從哪裡冒出來，對戰鬥進行裁判。在裁判百步蛇的裁判下，就能進行堂堂正正的戰鬥。
在電影版妖怪手錶：誕生的秘密喵中登場
爆紅章魚

### 羽衣(ハグレ族)
機器人山田
原本研究機器人，但實驗失敗引起爆炸而過世。
機器人田中
原名田中真一郎，被機器人山田的肚臍光線射中，變成機器人。
機器人鈴木
原名鈴木總，被機器人山田的肚臍光線射中，變成機器人。
機器人佐藤
原名佐藤圭一，被機器人山田的肚臍光線射中，變成機器人。

### 艾玛(エンマ族)
閻魔大王
配音員：（日）木村良平／（港）潘昀雋（妖怪手錶3: 飛天巨鯨與兩個世界的大冒險喵！）、簡懷甄（電影版妖怪手錶：光影之卷鬼王的復活）／台：陳進益
在《電影版妖怪手錶：閻魔大王與五個故事喵！》中初登場。人類型態為黑髮褐膚，不過妖怪型態的尖耳朵還會保留，所以偶爾會帶上耳機。大概是因為他有著帥氣的外表，使稻穗第一眼看到他就有點著迷。在《電影版妖怪手錶：飛天巨鯨與兩個世界的大冒險喵！》和《電影版妖怪手錶：光影之卷 鬼王的復活》也有作為協助角色登場，而在《妖怪手錶：永遠的朋友》中，则是介紹了他的誕生（高城一希的靈魂和紫炎的意識結合後所轉生的）。
先代閻魔大王
前任閻魔大王，也是現任閻魔大王的祖父。
太陽神閻魔
時空神閻魔
暗黑神閻魔
覺醒閻魔
闇閻魔
冥王閻魔
閻魔貓王
閻魔竜王
閻魔羅王

### 怪魔族(怪魔族)
厄怪
不怪
難怪
豪怪
破怪
意圖不軌怪魔
徬徨徘徊怪魔
火光搖曳怪魔
被怪魔化的妖怪
垢嘗・怪
原本為垢嘗。
泥田坊・怪
原本為泥田坊。
煙煙羅・怪
原本為煙煙羅。
河童・怪
原本為河童。
唐傘小僧・怪
原本為唐傘小僧。
人面牛・怪
原本為人面牛。
座敷童子・怪
原本為座敷童子。
毛羽毛線・怪
原本為毛羽毛線。
人魚・怪
原本為人魚。
轆轤首・怪
原本為轆轤首。

### 老板 (Boss妖怪)
烏巴烏妮(巫婆姥姥)
苏贝特·乌博恩
在《電影版妖怪手錶：誕生的秘密喵！》（『妖怪ウォッチ』誕生の秘密だニャン！）中烏巴烏妮的最終型態，是以一百萬個此妖怪組成的。
成熟的女巫索拉米
是烏巴烏妮的異色版。
金婆
銀婆
銅公
大後悔船長
配音員：（日）宮澤正／（港）葉振聲（無綫）
會令被附身的人對現狀感到不滿而後悔的妖怪。
泥船予索羅
是大後悔船長的異色版。
鬼媽媽
因為天野的房間太亂，所以他媽媽生氣後的樣子。
赤鬼
配音員：（日）坂東尚樹／（港）張錦江（無綫）／（台）符爽
鬼KING
赤鬼的進化型。
青鬼
黑鬼
筱达磨
赤鬼與黑鬼的結合。
赤魔寝鬼
像一隻招財貓。
赤魔寝鬼ゴールド
赤魔寝鬼的異色版。
白古魔
像一隻石獅(廟宇正門常有的兩尊雕像，不過不是小石獅)。
白古魔金
白古魔的異色版。
花繩之神
伊卡卡蒙会长
伊卡卡蒙会长(第二型態)
是イカカモネ議長進化的第二型態
格索希格部長
是イカカモネ議長(第二形態)的異色版
颱風眼
看門人
是台風の目的異色版
奧比須
是台風の目跟ゲートキーパー的異色版
垃圾合體怪
超市店長
摩索门蒙
黑衣怪客
恶魔 Injaneno
黑衣怪客的進化型。
Jameln 邪恶的老师
怪盜可邦
ヤーメルン邪先生的異色版。
妖怪游戏机
约瑟普
华宝V5
ヨシプくん的異色版。
贝蒂
卡米纳拉斯五郎
Gogogo GF
花式梦米加西诺
奥比·阿卡比
达鲁比马比
奥比·阿卡比的異色版。
异次元To-chan
Gebor 不朽
苦
輪NEW道
座 / 达摩大师
桃泰
边疆
モテアマス的異色版。
八裂妖
凄惨的恶魔
八裂妖的異色版。
狗沙科
计时预兆
Gogogo T 龙
豪鉄鬼
封魔釜
配音員：（日）奈良徹／
浸浴豬人
配音員：（日）村上裕哉／（港）葉振聲（無綫）
喜歡將浴室的水溫提昇，令人無法泡澡的妖怪。
攀登黑吨
面紅耳赤妖的進化。
三頭蛇
配音員：（日）小野坂昌也／（港）陳旭明（電影版妖怪手錶：光影之卷鬼王的復活）／（台）胡鎮璽
地獄大山椒
三頭蛇的進化。
维斯马·罗曼
歌舞伎
扭蛋骷髏
配音員：（日）奈良徹／（港）葉振聲（無綫）
喜歡與他人玩扭蛋遊戲，會用他人喜歡的東西作獎勵，可是輸掉的賭注是自己身體的一部份……。
扭蛋骷髏G
扭蛋骷髏的金色版。
鑽石骷髏
扭蛋骷髏的進化型。
餓者骷髏兵衛大人
鑽石骷髏的進化型。
被妖怪束之高閣關著的妖怪。
G婆婆
閃電隊長
恐怖版的USA蹦。
一種是全身都有穿宇航服的樣子，一種是上半身沒穿太空服的樣子。
粉红皇帝
閃電隊長的異色版。
武士王
最后的武士王
武士王的異色版。
阿纳霍里·莫古佐
上勾太郎丸
第八三途丸
上勾太郎丸的進化。
日之神
覺醒日之神
越狱者
失控的马塔纳
狗 Maro Delon
犬まろ的進化型。
猫 Kiyo Peron
猫きよ的進化型。
滑瓢（Zazel）
配音員：（日）子安武人／（港）郭俊廷（電影版妖怪手錶：光影之卷鬼王的復活）／（台）張騰（電影版妖怪手錶：光影之卷鬼王的復活）
在《電影版妖怪手錶：閻魔大王與五個故事喵！》（『妖怪手錶』閻魔大王與５個故事喵！）的進化階段如下。
第一階段：Nurarihyon本身。
第二階段：妖怪 Nurarihyon。
第三階段：大妖魔湿。
滑頭狐
ぬらりひょん的進化型。
努里神
ぬらりひょん的異色版。
滑瓢狐（Zazelmare）
是在《電影版妖怪手錶：閻魔大王與五個故事喵！》（『妖怪ウォッチ』閻魔大王與５個故事喵！）Nurarihyon，猫清，狗马罗所組成的最終型態。
都鹤春太佑
都鹤淳达摩
つづらチュン太夫的異色版。
亡霊武者
國寶影正
亡霊武者的異色版
皮疹主任
摩納西老師
是皮疹主任(やぶれかぶれ院長)的異色版
重擊怪
恶魔蜘蛛
朧入道
月影入道
朧入道的異色版。
文武茶賀丸
枝魔目
RED J
配音員：（日）佐藤健輔／（港）梁偉德（無綫）
號稱史上最強妖怪，恐怖版的吉胖喵（但是和吉胖喵完全不同個人），則特徵，興趣，喜愛，習慣都和吉胖喵一樣（只是比較恐怖化），是大蛇的敵人。
Fredy.J
RED J的進化型。
被妖怪束之高閣關著的妖怪。
Mighty Dog
比RED J還要強（RED J曾經說過他才是真正的史上最強妖怪），恐怖版的小石獅（但是和小石獅完全不同個人），則特徵，興趣，喜愛，習慣都和小石獅一樣（只是比較恐怖化）。
Jason Dog
Mighty Dog的進化型。
被妖怪束之高閣關著的妖怪。
黑暗喵大師
黑暗喵的恐怖版。
機器喵28號
配音員：（日）宮澤正／（港）
機器喵3000

### 其他
蛞蝓軍曹
地球小陀螺
被妖怪封藏關著的妖怪。
變型農夫
被妖怪封藏關著的妖怪。
大便黄尾鱼
被妖怪封藏關著的妖怪。
家壁
不行牆和家ーイ的合體。
出現在第129集。
冰鬼
豪鐵鬼的屬下。
炎鬼
豪鐵鬼的屬下。
隱形鬼
豪鐵鬼的屬下。
磁鬼
豪鐵鬼的屬下。
喵次郎
地縛靈妖怪，二丁目紅綠燈會的領導者。
喵吉
地縛靈妖怪，二丁目紅綠燈會的成員。
貞夫
地縛靈妖怪，二丁目紅綠燈會的成員。

### 祕寶妖怪
Mr土鏟
不思議族的祕寶妖怪。
貓科2世
暖暖族的祕寶妖怪。
殭屍C
噁心族的祕寶妖怪。
印蒂裘斯
蛇形族的祕寶妖怪。

### 美利堅妖怪
英雄喵
英勇族的美利堅妖怪。
燒肉鬼
英勇族的美利堅妖怪。
威嚇怪
英勇族的美利堅妖怪。
是一個熱氣球。
沒用選手
英勇族的美利堅妖怪。
被附身的人體育會變得很差，第166集登場，因為明天加油女孩的鼓勵而進化。同時也很喜歡她。
沒用才怪
英勇族的美利堅妖怪。
沒用選手的進化型。但是失戀之後卻變回進化之前的模樣，也發誓再也不談戀愛了。
半藏
英勇族的美利堅妖怪。
小太郎
英勇族的美利堅妖怪。
ハンゾウ的異色版。
開趴精靈
不思議族的美利堅妖怪。發音與英語的「Yeah」相同。
成人
不思議族的美利堅妖怪。
是一隻麋鹿。
空閒神
不思議族的美利堅妖怪。
破殼怪
不思議族的美利堅妖怪。
是一顆蛋。
外語獅
不思議族的美利堅妖怪。
是熱血獅的異色版。
拉鍊怪
不思議族的美利堅妖怪。
說不清玉米
不思議族的美利堅妖怪。
交給你了童
不思議族的美利堅妖怪。喜歡明天加油女孩。
神秘妖
不思議族的美利堅妖怪。
薄荷兔兔
不思議族的美利堅妖怪。
雪之迷宫
不思議族的美利堅妖怪。
バニー・ミント的異色版。
彩虹骷髏
不思議族的美利堅妖怪。
被附身的人巧克力會做得很鮮豔，但很難吃。
未來戰士喵
配音員：（日）小櫻悅子／（港）魏惠娥（無綫）
豪傑族的美利堅妖怪。
冷靜戰艦
豪傑族的美利堅妖怪。
锡莱船
豪傑族的美利堅妖怪。
冷靜戰艦的進化型。
滿足牛
豪傑族的美利堅妖怪。
野心牛
豪傑族的美利堅妖怪。
滿足牛的進化型。
誇張漢堡
豪傑族的美利堅妖怪。
長的像漢堡。
金刚
豪傑族的美利堅妖怪。
長的像猩猩，徽章中他在唱歌。
布鲁克林
豪傑族的美利堅妖怪。
混混妖的異色版。
算了車車
豪傑族的美利堅妖怪。
長的像私家車。
魔雲天
豪傑族的美利堅妖怪。
是一個火山，最喜歡邀請妖怪到自己設計的賽車場賽車，亦是妖怪F1大賽的主辦者。
機器喵USA
豪傑族的美利堅妖怪。
機器喵與F型的異色版。
墙男
豪傑族的美利堅妖怪。
不行牆的異色版。
Mega大蛇
豪傑族的美利堅妖怪。
大蛇與影大蛇的異色版。
Mega九尾
豪傑族的美利堅妖怪。
九尾的異色版。
放样
豪傑族的美利堅妖怪。
The・Shark
豪傑族的美利堅妖怪。
是一隻強壯的鯊魚。
埃尔查克莱罗
豪傑族的美利堅妖怪。
ザ・ツヤーク的進化型。
天空壽司飯人
豪傑族的美利堅妖怪。
湯姆喵
配音員：（台）穆宣名
可愛族的美利堅妖怪。
华诺林
可愛族的美利堅妖怪。
K小石
可愛族的美利堅妖怪。
小石獅的異色版。
K次郎
可愛族的美利堅妖怪。
小石次郎的異色版。
不懂男
可愛族的美利堅妖怪。
被附身的人會一直不懂芝麻小事，並且一直跑步。
难以置信
可愛族的美利堅妖怪。發音與英語的「Unbelievable」相同。
坏小子
可愛族的美利堅妖怪。
アンビリバ坊的進化型。
超级辣的男孩
可愛族的美利堅妖怪。
パツド坊や的進化型。
蚱蜢
可愛族的美利堅妖怪。
別管我鬆餅
可愛族的美利堅妖怪。身穿女僕裝，總是楚楚可憐的模樣。口頭禪是：「別管我！」
Taika ket
可愛族的美利堅妖怪。
是一個拳擊手。
享樂浣熊
可愛族的美利堅妖怪。
被附身的人會變得很懶散。
莊大人鬥牛犬
配音員：（日）遠藤綾／（港）林元春（無綫）
可愛族的美利堅妖怪。
慘兮兮麵包
可愛族的美利堅妖怪。
是一個受傷的土司。
可是檸檬
可愛族的美利堅妖怪。
被附身的人會一直說「可是......」。
非臭鼬
可愛族的美利堅妖怪。
是一隻臭鼬。
睡睡哥倫布
可愛族的美利堅妖怪。
是一隻全身藍色、穿著中世紀船長服的可愛的貓。
和聲怪
暖暖族的美利堅妖怪。
是一個音符。
阿福羅13
暖暖族的美利堅妖怪。
是一個帶著爆炸頭的太空人。
明天加油女孩
暖暖族的美利堅妖怪。
有一頭金髮並綁成雙馬尾，笑容十分可愛的啦啦隊女孩。被附身的人會一直說「明天再加油就好了啊」。
埃森伊特尔
暖暖族的美利堅妖怪。
是兩個游泳者。
鄉下婆
暖暖族的美利堅妖怪。
八卦婆的異色版。
生菜
暖暖族的美利堅妖怪。
海洋三重奏的異色版。
莫拉
暖暖族的美利堅妖怪。
有夠興奮蝶的異色版。
卡麥亞管家
暖暖族的美利堅妖怪。
繼賽巴斯欽的第二位景太的臨時管家，但是太聽話了，舉例來說：電視劇中景太說想吃布丁吃到撐，結果他吃不下時，加笛安麥爾就把布丁往景太硬塞。
聖代爸爸
暖暖族的美利堅妖怪。
像一個聖代冰淇淋。
刷牙貴婦
暖暖族的美利堅妖怪。
Hungry Ｇ
暖暖族的美利堅妖怪。
空腹爺爺較肥胖的樣子。
超速王
暖暖族的美利堅妖怪。
功夫马
暖暖族的美利堅妖怪。
：快速W的異色版。
很有事記者
薄影族的美利堅妖怪。
是一隻會讓被附身者說話十分刺耳的妖怪。
悲觀小拳王
配音員：（日）奈良徹／（港）劉奕希（無綫）
薄影族的美利堅妖怪。
是一個有著深藍髮色、劉海遮住右眼的瘦弱男子，形象是惡搞鐵拳浪子的主角矢吹丈。
暗黑小石
薄影族的美利堅妖怪。
小石獅的異色版。
一旦Sorry
薄影族的美利堅妖怪。
真正歹勢的異色版。
USA蹦
薄影族的美利堅妖怪。
詳見妖怪手錶角色列表#主要人物。
USA豆腐
华丽大使
薄影族的美利堅妖怪。
酥油
薄影族的美利堅妖怪。
是一個用電腦的先生。
駭客王
薄影族的美利堅妖怪。
ギーくん的進化型。
卑鄙雞
薄影族的美利堅妖怪。
被附身的人會用走後門的方式取得勝利。給過景太假的妖怪徽章。
DJ河童
薄影族的美利堅妖怪。
是戴著一個眼鏡的河童。
硬梆梆培根
薄影族的美利堅妖怪。
推文樹
薄影族的美利堅妖怪。
是一個山，上面有一棵樹。
推文王
薄影族的美利堅妖怪。
つぶや木的進化型。
零博士
薄影族的美利堅妖怪。
影村博士
薄影族的美利堅妖怪。
ゼロ博士的異色版。
想回家領帶
噁心族的美利堅妖怪。
被附身的人會想回自己的故鄉。
撕破信
噁心族的美利堅妖怪。
被附身的人會一直撕破自己的物品。
黄色娃娃
噁心族的美利堅妖怪。
是一個洋娃娃，被附身的人身體會呈現泛黃色。原本是一個叫做「美和」的女孩的玩偶。
起源神
噁心族的美利堅妖怪。
幻影
噁心族的美利堅妖怪。
オリジン的異色版。
不安警衛
噁心族的美利堅妖怪。
小紗希
噁心族的美利堅妖怪。
受驚鱷魚
蛇形族的美利堅妖怪。
是一隻鱷魚。
遭蹋龍
蛇形族的美利堅妖怪。
是一隻恐龍。
D暴龍
蛇形族的美利堅妖怪。
是一隻恐龍。
哆吉啦
蛇形族的美利堅妖怪。
D暴龍的進化型。
多話蛇
蛇形族的美利堅妖怪。
抱怨水蛇
蛇形族的美利堅妖怪。
多話蛇的進化型。
巧克力芭娜娜
蛇形族的美利堅妖怪。
落落長鼻的異色版。
我自己的节奏
蛇形族的美利堅妖怪。
是一個蝸牛。
黯淡騎士
蛇形族的美利堅妖怪。
是一個蝸牛殼。
撲克牌妖怪
浮游喵ACE
英勇族的美利堅妖怪。
像浮游喵。
吉胖喵K
可愛族的美利堅妖怪。
像吉胖喵。
小石獅J
可愛族的美利堅妖怪。
像小石獅。
小石十郎
可愛族的美利堅妖怪。
像小石次郎。
宇宙兔Q
薄影族的美利堅妖怪。
像宇宙兔。
威斯帕鬼牌
蛇形族的美利堅妖怪。
像威斯帕。

### 古典妖怪
泥田坊
英勇族的古典妖怪。
牛頭
英勇族的古典妖怪。
馬頭
英勇族的古典妖怪。
垢嘗
配音員：（日）遠藤綾／（港）黃淑芬（無綫）
英勇族的古典妖怪，常在浴室出沒，總是會把浴缸的污垢全都舔乾淨。
動畫版是什麼都會舔的妖怪。被附身的人舌頭會伸長什麼都會舔一頓。
翻枕妖
英勇族的古典妖怪。
風魔猿
不思議族的古典妖怪。
鵺
不思議族的古典妖怪，風魔猿的異色版。
煙煙羅
不思議族的古典妖怪。
小煙羅
不思議族的古典妖怪。
無臉鬼
不思議族的古典妖怪，沒有臉。
酒吞童子
配音員：（日）遊佐浩二／（港）杜景煜（電影版妖怪手錶：光影之卷鬼王的復活）／（台）陳彥鈞（電影版妖怪手錶：光影之卷鬼王的復活）
不思議族的古典妖怪。
妖怪草鞋
配音員：（日）／（港）雷碧娜（無綫）
不思議族的古典妖怪。
大壁虎
豪傑族的古典妖怪。
大蟾蜍
豪傑族的古典妖怪，大壁虎的異色版。
哞形
豪傑族的古典妖怪。
阿形
豪傑族的古典妖怪。
銅拍子
可愛族的古典妖怪。
河童
配音員：（日）佐藤健輔／（港）鍾見麟（無綫）
可愛族的古典妖怪。初登場於動畫第33集。
水虎
可愛族的古典妖怪。河童的深色版。
一隻眼小僧
配音員：（日）日野未步／（港）何寶珊（無綫）
可愛族的古典妖怪。
動畫版與紙傘妖和轆轤首一起登場，協助天野在試膽大會嚇人，但因長得太可愛而沒法嚇倒熊島和今田而陷入低潮，及後經過威斯帕特訓成功嚇倒他們，亦使後山成為著名試膽大會勝地。
喵KB48的粉絲會員號碼為「01239」。初登場於動畫第28集。
鐮鼬
可愛族的古典妖怪。
烏天狗
可愛族的古典妖怪。
卡拉
可愛族的古典妖怪。
烏天狗的異色版。
一角
暖暖族的古典妖怪。
唐傘小僧
配音員：（日）佐藤健輔／（港）鄧港文（無綫）
暖暖族的古典妖怪，由長時期沒人使用的唐傘而化成的妖怪。對友好一方的人類會用自身作盾牌守護他們。
及後得悉他也是喵KB48的粉絲，會員號碼為01237。
折傘妖
暖暖族的古典妖怪。
麒麟
暖暖族的古典妖怪。
牛面人
暖暖族的古典妖怪，在電影版妖怪手錶誕生的秘密喵中登場。
大牛面人
暖暖族的古典妖怪。
牛面人的進化型。
座敷童子
配音員：（日）安野希世乃／（港）
暖暖族的古典妖怪。愛藏在古舊家居搞愛作劇的妖怪。
動畫中在座敷童子篇登場。
座敷童神
暖暖族的古典妖怪，是座敷童子的進化型。
阴森
薄影族的古典妖怪。
夜行
薄影族的古典妖怪。
百百目鬼
薄影族的古典妖怪。
邪惡魔鬼
薄影族的古典妖怪。
百百目鬼的異色版。
女郎蜘蛛
配音員：（日）浅利遼太／
噁心族的古典妖怪。
土蜘蛛
配音員：（日）浅利遼太／
噁心族的古典妖怪。
女郎蜘蛛的異色版。
灯笼鬼
噁心族的古典妖怪。
懼鬼
噁心族的古典妖怪。
毛茸茸怪
配音員：（日）淺利遼太／（港）馮錦堂（無綫）
噁心族的古典妖怪。
毛羽毛現
噁心族的古典妖怪。
毛茸茸怪的異色版。
八百比丘尼
蛇形族的古典妖怪。
人魚
配音員：（日）／（港）張頌欣（無綫）
蛇形族的古典妖怪，八百比丘尼的異色版。
景太在一次釣魚活動中不知為何經常將其釣上，人魚覺得很困擾於是將自己的妖怪徽章送給景太。
伊邪那美
蛇形族的古典妖怪，八百比丘尼、人魚的異色版。
轆轤首
配音員：（日）笹本優子／（港）朱妙蘭（無綫）、石梓晴（ViuTV）
蛇形族的古典妖怪，有著能伸縮自如的長脖子。給人印象如賢淑的女性一般。與吹雪姬合稱妖怪手錶中的「雙大和撫子」，其喵KB48的粉絲會員號碼為「01238」。
油膩膩
蛇形族的古典妖怪。
仙北观光
蛇形族的古典妖怪。

### 七福神妖怪
毘沙門天
英勇族的七福神妖怪。
布袋尊
不思議族的七福神妖怪。
大黒天
豪傑族的七福神妖怪。
弁財天
可愛族的七福神妖怪。
福禄寿
暖暖族的七福神妖怪。
寿老人
薄影族的七福神妖怪。
恵比寿
蛇形族的七福神妖怪。

### 祕寶傳奇妖怪
艾尔龙
英勇族的祕寶傳奇妖怪妖怪。
日野鳥
英勇族的祕寶傳奇妖怪妖怪。
吴吴帕特拉
可愛族的祕寶傳奇妖怪妖怪。
大和博克鲁
蛇形族的祕寶傳奇妖怪妖怪。

### 通緝妖怪
因做壞事而被通緝的妖怪,這些妖怪都是許多常見妖怪的異色版本。
新瀨之子
像小土龍。
基莫老人
像空腹爺爺。
黑喵
像吉胖喵。
帕庫羅婆
像八卦婆。
街馬
像魔力天馬。
女孩
像吹雪姬。
岩九醬
像皺巴巴婆婆。
生倉
像正宗。
邪惡奧頓
像雷老爸。
木座天狗
像天狗。
騙丸
像蟬丸。
黃金麻吉
像力量麻吉。
耿祖
像大和。
騙士
像勝負士。
堂角
像銅閣。
不合鬼
像生剝鬼。
布雷爾磷
像混混妖。
絕負蝶
像絕好蝶。
湯馬將軍
像幻魔將軍。
瓦爾蘇吉斯
像倒楣楣鳥。
泥巴男孩
像樂天童。
博多羅
像呆寶。
秋須郎士
像聖誕老老師。
藍色蘭花
像不老花魁。
惡臉狗
像人面犬。
手兔布恩
像悲觀蚊。
偽河童
像野河童。
達馬石獅
像小石獅。
惡太郎
像Q太郎。
佩藤羅神
像幻覺老師。
野蠻蛇
像裁判百步蛇。
干擾家帕
像河童。
騙石獅
像獅子小石。
倉鷺王子
像加利王子。
科多羅帽
像忘記帽。
立天狗
像憂鬱天狗。
泥婆
像白骨夫人。
克羅諾布什
像鍬形蟲武士。
帕契莫天
像人氣妖男。
詭計高手
像冷笑話達人。
黑甲蟲
像武者獨角仙。
諾佐王
像貪婪王。
欺騙小鬼
像少根筋小鬼。
熱蛇
像歡笑土壺。
墨鯊魚
像閒晃鯊魚。
伊比維爾
像怕怕惡魔。
泥昆布
像海帶弟弟。
和龍君
像龍寶。
上貝
像愛買貝。
毛栗
像讀心狗狗。
富寶
像不眠。
詰小僧
像一隻眼小僧。
座敷惡子
像座敷童子。
蘇打坊
像泥田坊。
木鼓煙羅
像小煙羅。
粗鬼
像唐傘小僧。
內股塞根
像毛羽毛現。
快樂嘗
像垢嘗。
厚臉皮男孩
像無臉鬼。
詰小僧
像一隻眼小僧。
繞頸鬼
像轆轤首。
愚蠢草鞋
像妖怪草鞋。
噪音
像百目鬼。
浪人行
像人魚。
浪費怪
像毛茸茸怪。
不知何故煙煙羅
像煙煙羅。
多餘牛
像人面牛。

### 偉人傳奇妖怪
哥倫布
英勇族的偉人傳奇妖怪
懶喵哥倫布的進化型。
愛迪生
配音員：（日）／（港）張炳強（無綫）
不思議族的偉人傳奇妖怪。
達爾文
暖暖族的偉人傳奇妖怪。
威斯帕孔明
蛇形族的偉人傳奇妖怪。
吉胖喵劉備
可愛族的偉人傳奇妖怪。
小石獅孫策
可愛族的偉人傳奇妖怪。
小石次郎孫權
可愛族的偉人傳奇妖怪。
USA蹦仲達
薄影族的偉人傳奇妖怪。

### 美利堅傳奇妖怪
最後武士喵
英勇族的美利堅傳奇妖怪。
武士喵的異色版。漫畫在第11集之中登場，然而牠在台灣版本的動畫進度之中好像還沒有登場的樣子，牠跟武士喵好像還是很要好的朋友的樣子。牠有一把很厲害，很銳利的名刀(武士刀)名字叫就作(雷切！)。
閃釀釀小石
不思議族的美利堅傳奇妖怪。
修羅小石的異色版。
白金鬼
豪傑族的美利堅傳奇妖怪。
山吹鬼的異色版。
演講公主
可愛族的美利堅傳奇妖怪。
爆雷女孩的異色版。
撒錢爺爺
暖暖族的美利堅傳奇妖怪。
ハングリーＧ的異色版。
部落
薄影族的美利堅傳奇妖怪。
冷知識魔的異色版。
温柔的脸狗
噁心族的美利堅傳奇妖怪。
帥哥犬的進化型。
自豪蛇
蛇形族的美利堅傳奇妖怪。
やまタン的異色版。

### 神秘傳奇妖怪
希瓦拉克
英勇族的神秘傳奇妖怪。
魔人卡门
不思議族的神秘傳奇妖怪。
快死了
豪傑族的神秘傳奇妖怪。
潘多拉
可愛族的神秘傳奇妖怪。
反应大
暖暖族的神秘傳奇妖怪。
雷老爸的異色版。
尼亚苏特托
薄影族的神秘傳奇妖怪。
武士喵的異色版。
祖拉比斯
噁心族的神秘傳奇妖怪。
修羅小石的異色版。
诺斯特拉达马斯
蛇形族的神秘傳奇妖怪。

### 版本限定傳奇妖怪
阿修羅
英勇族的版本限定傳奇妖怪。
乙姬
可愛族的版本限定傳奇妖怪。
巴坦Q
噁心族的版本限定傳奇妖怪。
難蛇竜王
蛇形族的版本限定傳奇妖怪。

### 
出場台詞為：。
武士喵
配音員：（日）小櫻悅子／（港）魏惠娥（無綫）
英勇族的傳奇妖怪，吉胖喵的祖先，其外表和吉胖喵沒兩樣，劍道高手，腰間放了一把武士刀，刀法如神，但卻甚計較。登場於動畫第10集。技能為[一刀兩斷斬]和「堅魚乾武士斬」。
修羅小石
不思議族的傳奇妖怪，像小石獅與小石次郎。但個性似乎不太好，小石獅兄弟都比牠友善。
山吹鬼
豪傑族的傳奇妖怪，隨身攜帶一根狼牙棒。
爆雷女孩
配音員：（日）永田亮子／（港）陳皓宜（無綫）
可愛族的傳奇妖怪，是一個芭雷舞者。景太要看電影星際大戰結局篇，爆雷女孩卻千方百計要透露劇情。生前是名小說家，時常四處收集情報做素材！有著對粉絲劇透自己作品後續的壞習慣，在某次作品發表會中意圖劇透最後結局而被編輯阻撓，但因太想劇透而不慎失足跌落舞台摔死，死後變成妖怪。
花開爺爺
配音員：（日）宮澤正／（港）林國雄（無綫）
暖暖族的傳奇妖怪，外觀像空腹爺爺。手中總是抱著一只裝滿灰燼的竹編籃子，只要是被灑到灰燼的建築物或人類，柱子跟頭頂就會開出櫻花。另外，其形象來源可能是取自於日本童話-開花爺爺中的善良老爺爺一角。
冷知識魔
配音員：（日）笹本優子／（港）林丹鳳（無綫）
薄影族的傳奇妖怪，是一個棍子插著大便（雖然牠堅持說那是冷知識的果實....）的熊博士。表面上是熱於炫耀知識的妖怪，卻隱藏不為人知的噁心一面。
帥哥犬
配音員：（日）矢部雅史／（港）鄧港文（無綫）
噁心族的傳奇妖怪，其 「帥哥力量 」 讓所有女性傾慕之餘，更可令身旁的人變「帥哥」，連凡事普普通通的景太亦不例外。打開心結後交出徽章，歸順景太。
七嘴八蛇
蛇形族的傳奇妖怪，是一個有七個舌頭的蛇。
個性特點
武士喵ブシニャン
傳奇妖怪，地縛貓的祖先，劍道高手，腰間放了一把武士刀。
機器喵ロボニャン
吉胖喵未來的樣子
初登場於第9集
吉胖喵
初登場於第一集

## 其他角色
景太的父母
配音員：（日）永田亮子（母）、奈良徹（父）／（港）吳羨婷（無綫）、黃紫嫻（電影版）（母）、麥皓豐（無綫）、陳旭恆（電影版）（父）
跟其他主要角色的父母一樣在劇中都沒有提及到名字。爸爸貌似為普通的上班族，媽媽則是一般的家庭主婦，但是生起氣來會化身成非常可怕的「鬼媽媽」。
文花的父母
配音員：（日）相川奈都姬（母）、須嵜成幸（父）／（港）陳耀楠（父）（無綫）
干治的父母
配音員：（日）/（港）林丹鳳（母）、蘇強文（父）（無綫）
阿熊的父母
配音員：（日）
稻穗的父母
配音員：（台）錢欣郁（母）
因為父親遠在美國工作，所以家中只剩下母親與兩個孩子共同生活。
未空陸
配音員：（日）安野希世乃/（港）廖杏茵（無綫）/（台）穆宣名
稻穗的弟弟，5歲的幼稚園生。有著一頭黑髮，性格比姊姊正經許多。
天野景藏
配音員：（日）朴璐美/（台）王大陸
妖怪手錶電影版：誕生的秘密喵！中的主角之一。景太的爺爺，同時也是妖怪手錶的真正發明者。幼年時時常模仿自己崇拜的漫畫人物「鬥魂超人」四處助人或妖怪。最好的妖怪朋友為浮游喵。於景太尚未出生時便去世。死後貌似也變成妖怪。另外景太名字中的「景」字推測是父母（亦或是奶奶等家人）為了紀念爺爺而取的。
木靈文明
配音員：（日）高野菜菜
文花的爺爺，同時也是妖怪手錶的真正發明者（2代選擇文花為主角的場合）。幼年時時常模仿自己崇拜的漫畫人物「鬥魂超人」四處助人或妖怪。最好的妖怪朋友為浮游喵。於文花尚未出生時便去世。死後貌似也變成妖怪。
2代選擇景太為主角的話不會登場。
惠美
（日）安野希世乃（高中生）、長澤雅美（電影版）/（台）錢欣、陶敏嫻（Animax） 、柴智屏（電影版）/（港）凌晞（無綫）、石梓晴（ViuTV）
吉胖喵生前的主人，是個綁著雙馬尾的女高中生。其姓氏在劇中則沒有提及。將吉胖喵取名為「紅丸」，把牠當作家人或無話不談的摯友，不管在家或是外出都在一起，而且也發誓永遠要跟紅丸在一起，夢想是成為服裝設計師。原本被死神協會隨機選定為「人間界不詳事件─突然間就死亡」的人，但在即將被卡車撞時被紅丸撞開，改變死亡命運而獲救，但紅丸卻死了，導致紅丸誤會而成了地縛靈吉胖喵。於「電影版妖怪手錶閻魔大王與五個故事喵」中顯示長大後進入服裝設計公司擔任實習員工，將紅丸的鈴鐺當作項鍊掛在身上。真人版（高中生年紀）由黑島結菜飾演。在妖怪手錶 影之章中育有一女「美穗」。
福瑞博士
配音員：（日）關智一/（港）李凱傑（無綫）
USA蹦生前的主人。
忍耐我太郎
配音員：（日）/（港）陳曙光（無綫）
Mr.Movie、噓噓象的老師，號稱全日本最會忍耐的人。
漫畫家少女
在「戀愛、詩、咖啡」中，小石獅喜歡的人類女孩。原本對於妖怪的存在抱持質疑的想法，甚至對自己所畫的漫畫感到懷疑而失志，最後在小石獅的現身與鼓勵下而找回自信，打算以小石獅為主角繼續畫妖怪的漫畫。幼年時便與小石獅相遇過。
矢良瀬古里無
配音員：（日）坂東尚樹／（港）葉振聲（無綫）
「妖怪手錶特別節目 小石獅探險隊」的節目導演，在節目中造假。
卓比
配音員：（日）坂東尚樹／（港）李震權（無綫）
「妖怪手錶特別節目 小石獅探險隊」的工作人員，每次都喬裝成不同的人。
赤谷プロデューサー
矢良瀬古里無的上司。
1. 1 2 3 4 5  無綫、電影版妖怪手錶：誕生的秘密喵！、電影版妖怪手錶：閻魔大王與五個故事喵！
2. 1 2 3 4  妖怪手錶3: 飛天巨鯨與兩個世界的大冒險喵！
3. 1 2 3 4 5 6  ViuTV
4. 1 2 3  無綫
5. 1 2  電影版妖怪手錶：誕生的秘密喵！
6. 1 2 3  妖怪手錶3: 飛天巨鯨與兩個世界的大冒險喵！、ViuTV
7. 1 2  無綫、電影版妖怪手錶：閻魔大王與五個故事喵！
8. ↑  電影版妖怪手錶：飛天巨鯨與兩個世界的大冒險喵！、電影版妖怪手錶：光影之卷 鬼王的復活、ViuTV
9. 1 2  電影版妖怪手錶：光影之卷鬼王的復活
10. 1 2  無綫、代配 第130-142集